# Selección de fútbol de Brasil
La selección de fútbol de Brasil (en portugués: Seleção Brasileira de Futebol) es el equipo que representa a dicho país en las competiciones oficiales de fútbol masculino. Su organización está a cargo de la Confederación Brasileña de Fútbol (CBF), perteneciente a la Confederación Sudamericana de Fútbol (Conmebol).
Conocida como Scratch do Ouro, la Verdeamarela o la Canarinha, se encuentra afiliada a la FIFA desde 1923 y es miembro asociado y fundador de la Conmebol desde 1916.
Es considerada como una de las grandes potencias del fútbol internacional, siendo, a nivel de selecciones mayores, uno de los países con más copas oficiales ganadas de la historia con veinte títulos. En total, Brasil ganó un total de setenta y tres títulos internacionales oficiales, títulos internacionales oficiales, sumando los conseguidos a nivel de selecciones principal y de juveniles, tratándose de un récord mundial.
Brasil es la selección más exitosa en la historia de la Copa Mundial de Fútbol; la conquistó en cinco oportunidades (1958, 1962, 1970, 1994 y 2002) y fue subcampeón en dos ocasiones (1950 y 1998). Es la única selección en haber participado en todas las copas del mundo. La selección brasileña también tiene el mejor desempeño general en la competencia de la Copa del Mundo, tanto en términos proporcionales como absolutos. Tiene el récord de 76 victorias en 114 partidos jugados, 129 goles de diferencia, 247 puntos y 19 derrotas. También tiene el récord de ser el más ganador de la Copa FIFA Confederaciones con cuatro títulos (1997, 2005, 2009 y 2013) y fue finalista en otra ocasión (1999). En la Copa América es la tercera selección más ganadora, habiéndola obtenido en nueve ocasiones (1919, 1922, 1949, 1989, 1997, 1999, 2004, 2007 y 2019), y ha sido once veces subcampeón (1921, 1925, 1937, 1945, 1946, 1953, 1957, 1959, 1983, 1991, 1995 y 2021); desde que la competición empezó a jugarse con el nombre Copa América en su era moderna en 1975, Brasil lidera su tabla histórica y es la selección con más títulos y finales. Actualmente, se encuentra liderando la Tabla histórica de la Copa del Mundo y la Tabla histórica de la Copa Confederaciones. Es la única selección del mundo que siempre se ha clasificado para la Copa Mundial de Fútbol sin necesitar jugar ninguna repesca y además es la segunda selección con más tiempo sin perder de local por eliminatorias. A nivel interconfederativo continental, Brasil posee dos Campeonatos Panamericanos de Fútbol: logró el título de este torneo continental disputado 3 veces en la edición de 1952 y en la de 1956.
Brasil, Argentina y Francia son las únicas selecciones del mundo que han ganado la Copa Mundial, los Juegos Olímpicos, la Copa Confederaciones, y su copa regional (Copa América y Eurocopa, respectivamente), mientras Brasil y Francia son las únicas selecciones del mundo que han ganado todos los torneos de fútbol a nivel mundial (la Copa Mundial, los Juegos Olímpicos, la Copa Confederaciones y los mundiales sub-17 y sub-20). Brasil también ha ganado los mundiales de futsal y fútbol playa, siendo el  único país en salir campeón de los 7 torneos mundiales reconocidos por la FIFA
Brasil tiene el mejor porcentaje de victorias entre todos los equipos nacionales en partidos oficiales reconocidos por la FIFA y amistosos, y lidera la Clasificación Elo del fútbol mundial promedio en todas las décadas desde 1960 hasta 2020; tiene el promedio más alto para cualquier selección, habiendo jugado un total de 316 partidos como líder absoluto del ranking Elo, más del doble que del segundo lugar. Tiene el mejor porcentaje de victorias y derrotas entre todas las selecciones reconocidas por la FIFA en partidos oficiales, siendo la única selección con un porcentaje de victorias superior al 60% considerando todos sus partidos, siendo la cifra aproximadamente del 63% al cierre de 2024 y la única selección con un porcentaje de derrotas inferior a 16%. También tiene un récord positivo contra seis de las siete naciones campeonas del mundo (sólo posee un historial negativo frente a Argentina y cada federación considera partidos diferentes, aunque lo más común en sitios neutrales es 43 victorias para Argentina, 42 para Brasil o 41 victorias para Argentina y 39 para Brasil, o 43 victorias brasileñas y 42 argentinas en algunos medios brasileños) y tiene un historial positivo contra ochenta y siete de los noventa y dos rivales a los que se ha enfrentado a lo largo de su historia. La selección brasileña también lidera la tabla histórica de todos los torneos de menores a nivel mundial (los mundiales sub-17 y sub-20 y los Juegos Olímpicos). Ha sido la única selección en el mundo en obtener doce veces el Premio al Equipo del Año por la FIFA, el cual distingue al mejor seleccionado de la clasificación de la FIFA, siendo la selección que más veces lo obtuvo en el mundo, cuatro veces el Premio Fair Play de la FIFA por su juego limpio, un premio al equipo más atractivo por la FIFA y un Premio Príncipe de Asturias de los Deportes.

## Historia

### Primeras décadas (1914-1930)

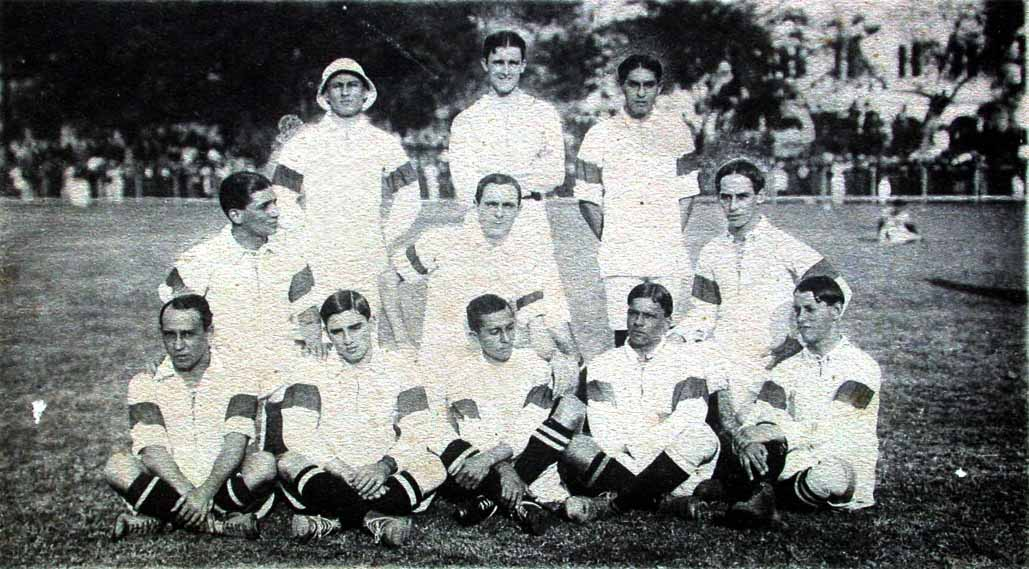
Primer seleccionado de Brasil de la historia, que enfrentó al Exeter en 1914.

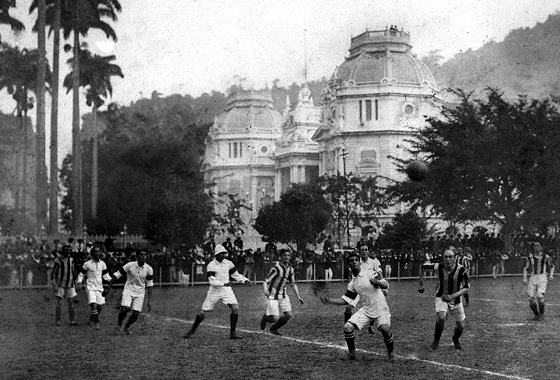
El primer partido de Brasil en casa contra el Exeter City Football Club en 1914

El primer partido de Brasil en la historia fue disputado el 21 de julio de 1914 en Río de Janeiro frente al club inglés Exeter F. C., en el cual se impuso por 2-0.
El primer encuentro frente a selecciones nacionales se realizó el 20 de septiembre de 1914 en Buenos Aires frente a su clásico rival, la selección de Argentina. El partido finalizó con la victoria de la Albiceleste por 3-0. Sin embargo, hay registros de que la selección brasileña disputó su primer partido contra los argentinos en el año de 1908, cuando la selección de Argentina realizó dos giras por Brasil, una en 1908 y la otra más tarde en 1912. En aquel encuentro, Brasil perdió por un marcador de 2-3 en el Estadio das Laranjeiras en Río de Janeiro.

#### Incursión a nivel internacional: la obtención de dos Copas América en tres años

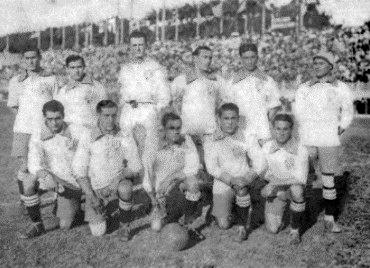
Selección brasileña campeona de la Copa América en 1919

Pocos años después, la selección brasileña disputaría su primer gran torneo, el Campeonato Sudamericano 1916, primera edición de la Copa América, el torneo de selecciones más antiguo del mundo. Quedó ubicado en tercer lugar, detrás de Argentina (2.º lugar) y Uruguay (campeón).

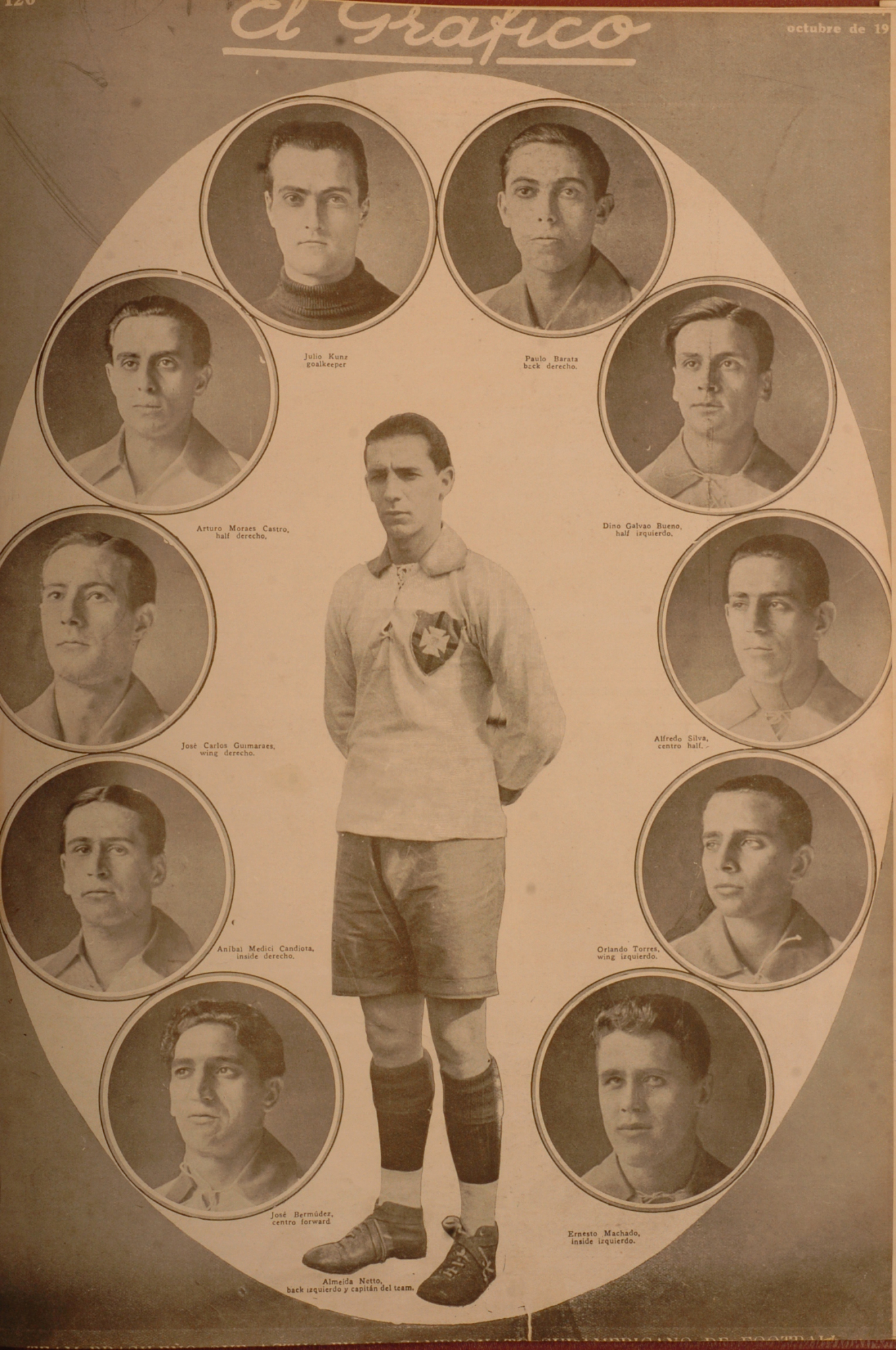
Selección de Brasil en la tapa de la revista argentina El Gráfico del 15 de octubre de 1921.

La selección brasileña disputó el Campeonato Sudamericano 1919 en Río de Janeiro, primer evento celebrado en casa. Este torneo estaba programado para 1918, pero una epidemia de gripe azotó la ciudad, lo que obligó a postergar su realización. Solamente había 4 selecciones participantes: Brasil, Argentina, Chile y Uruguay.
El primer partido lo ganó Brasil 6-0 contra Chile. Luego derrotó a Argentina por un marcador de 3-1 y empató al final con Uruguay 2-2. Tuvo que jugarse un partido de desempate para determinar el campeón del torneo. En aquel partido, Brasil le ganó a Uruguay 1-0 t. s. y significó el primer título de Copa América para el Scratch. Los máximos goleadores del torneo fueron los brasileños Arthur Friedenreich y Manoel Nunes conocido como Neco, cada uno terminó con cinco goles.
La Copa América de 1922, en un principio el torneo se iba a realizar en Chile. Pero la sede le fue asignada a Brasil, que la solicitó para la conmemoración del centenario de su independencia. Para entonces ya cinco países habían intervenido en el torneo: Argentina, Uruguay, Brasil, Chile y Paraguay. Esos mismos cinco equipos viajarían a territorio brasileño para competir en la sexta versión del torneo continental.
La selección brasileña alcanzaría su segundo título de Copa América después de haber derrotado 3-0 en un partido de desempate a Paraguay.

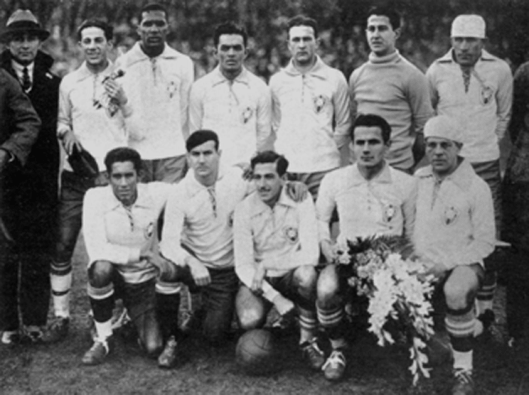
Selección brasileña que participó en la Copa del Mundo de 1930

### Las primeras copas mundiales (1930-1950)

#### Primera Copa del Mundo: 1930
En el año de 1930 se disputó la primera Copa Mundial de fútbol; esto representaba la primera gran incursión de la selección brasileña al torneo de selecciones nacionales más importante del mundo. En aquel Mundial, Brasil conformaba el grupo B junto con las selecciones de Yugoslavia y Bolivia. Brasil jugó 2 partidos en el torneo, perdiendo el primero ante Yugoslavia por un marcador de 1-2 y ganando el segundo ante Bolivia por 4-0. De esta manera, quedó eliminado rápidamente del torneo, ya que terminó segundo detrás de Yugoslavia. Su jugador más destacado en aquel entonces fue João Coelho Neto, conocido como Preguinho, con tres goles anotados para el equipo.
Uruguay se coronó a la postre primer campeón mundial.

#### Segunda Copa del Mundo: 1934
Se jugó en Italia la Copa Mundial de Fútbol de 1934 en la cual Luis Vinhaes dirige técnicamente al seleccionado brasileño. El torneo se desarrolló por completo en un sistema de partidos eliminatorios simples y no con una primera ronda de grupos. Brasil queda eliminado en su primer partido al caer 1-3 contra España.

#### Tercera Copa del Mundo: 1938
Brasil acudía al mundial en Francia, eliminando a Polonia en la primera ronda.

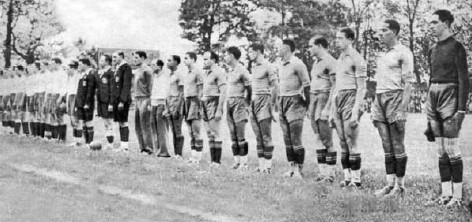
5:6 Brasil, 1938

En los cuartos de final contra Checoslovaquia, en un partido conocido como la Batalla de Burdeos por su juego brusco, Brasil empató 1-1. Fueron expulsados tres jugadores, Jan Říha, de los centroeuropeos, y los brasileños Martim y Zezé Procópio. Sin embargo, Brasil ganó en el partido de desempate, 2-1, disputado dos días después. En semifinales fue vencido por Italia 2-1 que finalmente sería el campeón mundial, siendo el equipo italiano bicampeón. Brasil terminaría en tercer lugar. Vendría la suspensión de la Copa del Mundo, por la Segunda Guerra Mundial. Su famoso jugador Leonidas da Silva sería el goleador del torneo con siete goles.

#### Copa América 1949: el fin de una sequía de 27 años sin títulos oficiales
La selección brasileña tenía hasta la fecha dos campeonatos ganados en Copa América y una vez más organizaban el torneo en suelo nacional: era la oportunidad perfecta para ganar un título oficial luego de veintisiete años y consagrarse ante su público. El último logro oficial de la selección absoluta había sido la Copa América 1922, también realizada en Brasil. La revelación del campeonato fue Paraguay que, de no haber sido derrotada por Uruguay, habría salido campeona del torneo. Argentina se retiró debido a diferencias con la dirigencia del fútbol brasileño.
Brasil abrió el torneo con una goleada sobre Ecuador por 9-1 y lideró la tabla hasta el final del torneo quedando empatado en puntos con Paraguay. Se tuvo que disputar un partido de desempate. Brasil derrotaría el 11 de mayo de 1949 categóricamente a su similar de Paraguay por un marcador de 7-0. El brasileño Ademir Marques de Menezes fue nombrado el mejor jugador del torneo y Jair da Rosa Pinto fue el máximo artillero con nueve goles. Así pues Brasil ganó su tercera Copa América, un año antes de organizar la Copa Mundial de fútbol en 1950, tras haber fracasado en todos sus intentos desde 1922.

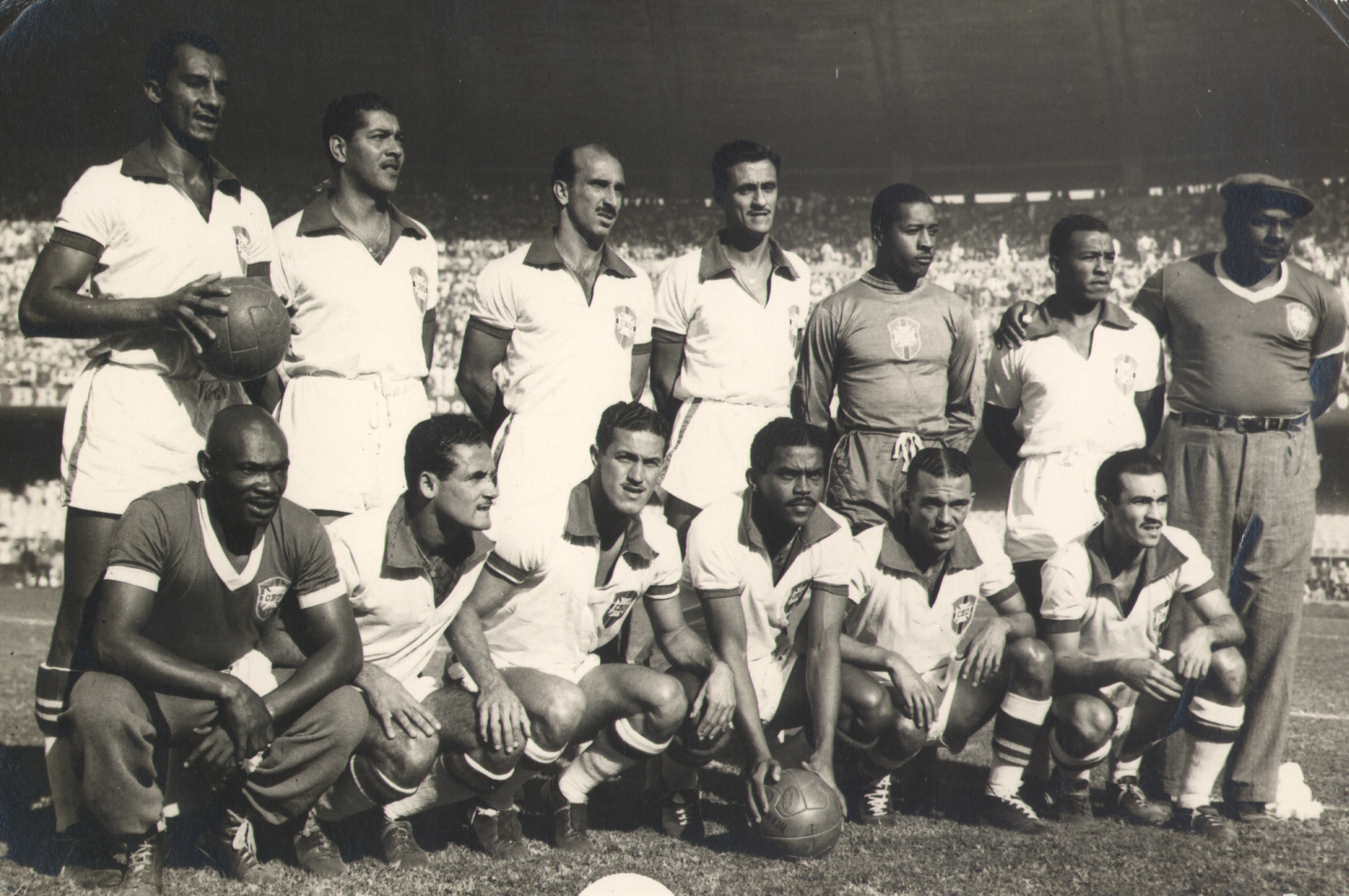
Selección brasileña en la Copa del Mundo de 1950. Archivo Nacional del Brasil.

#### El Maracanazo de 1950
El 16 de julio de 1950, Brasil esperaba obtener su primera estrella en la Copa Mundial de Fútbol de 1950 que se desarrollaba en su propio territorio. El entrenador del Seleccionado fue Flavio Costa. Bastaba tan solo con un empate para alzar el Trofeo Jules Rimet. Tan convencidos de vencer se encontraban los brasileños que, previo a la final, ya se habían acuñado medallas con los nombres de los jugadores. El partido arrancó con Brasil dominando al conjunto charrúa poniéndose en ventaja con gol Friaca a los 2 minutos del complemento lo que significaba el primer título mundial para el Scratch. Pero a los 21 minutos Schiaffino y, a menos de 10 minutos del final, Alcides Ghiggia, terminaron con ese sueño, ante las 200 000 personas que repletaron el Estadio de Maracaná de Río de Janeiro Uruguay derrota a Brasil y logra el Bicampeonato mundial. Los dirigentes brasileños, desconsolados, se olvidaron de entregarle la Copa al capitán uruguayo, Obdulio Varela. Finalmente lo hizo Jules Rimet quien tenía un discurso traducido al portugués para felicitar a los campeones que finalmente no fueron. Este suceso es conocido como El Maracanazo, muy recordado no solo por el resultado, sino también por el suicidio de muchos de los simpatizantes presentes en el estadio, y por haber sido responsable del cambio de color en la camiseta del equipo —hasta 1952 de color blanco— pasando a ser amarilla a partir de ese año.

### Pelé y la primera época dorada (1954-1970)

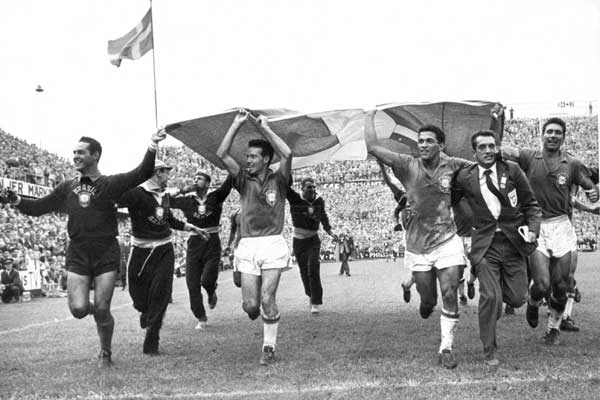
Jugadores celebran el primer título mundial

#### Copa del Mundo de Suiza 1954
Brasil acude nuevamente a una Copa del Mundo, teniendo como atractivo la utilización del uniforme que sería famoso posteriormente: verde y amarillo. Termina en el sexto lugar, cuando es derrotado por la máquina húngara 4-2. Empezaba a aparecer un esbozo de una selección que haría historia en el siguiente mundial.

#### Consolidación como potencia: el surgimiento de Pelé
En 1958, Brasil consiguió su primer título en Copas del Mundo, además de ser un campeón del mundo indiscutible, con un equipo conformado por 22 jugadores brillantes, titulares y suplentes, en cada posición. Por otra parte este Mundial vio el nacimiento de una estrella futbolística, un adolescente de tan solo 17 años llamado Edson Arantes do Nascimento, conocido como "Pelé". En aquel entonces Pelé marcó en cuartos de final en la victoria 1:0 contra Gales, luego consiguió tres de los cinco goles con los que su selección se impuso a Francia 5:2 en las semifinales y anotó dos más en la final que se jugó el 29 de junio de 1958 en el Estadio Råsunda de Estocolmo.
En ese partido Brasil se encontró pronto con un marcador en contra ante el equipo anfitrión. Corrían solo 3 minutos de juego cuando Suecia marcó su primer tanto. Solo sería un espejismo porque aquella mágica noche Brasil consiguió, por un contundente 5:2, lo que llevaba años buscando: su primer Campeonato Mundial. Se coronaba como el primer campeón no europeo en Europa. Sin duda alguna la gran figura del partido fue Pelé ya que marcó 2 goles en aquella final y fue el máximo artillero de su selección con 6 goles. Otra distinción otorgada a Pelé fue la de Mejor Jugador Joven por la FIFA. También fue el Mundial de la consagración del fenomenal Garrincha, bien secundado por Didí, Vavá y Zagallo.

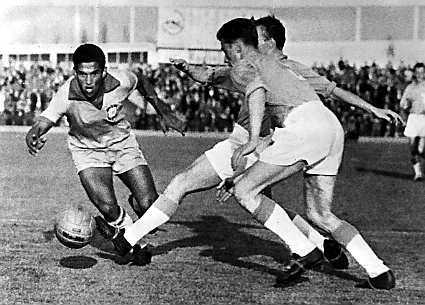
Garrincha, la gambeta eterna

#### Segunda copa del mundo: bicampeones en 1962 en Chile
El segundo título mundial para los brasileños llegó en 1962 en Chile. Brasil nuevamente se corona campeón del mundo revalidando así el título conseguido en 1958. El astro del Mundial de 1958, Pelé, salió cojeando tras una lesión muscular sufrida en el segundo partido contra Checoslovaquia en la fase de grupos y se perdió el resto del campeonato. No obstante, los brasileños, comandados por Garrincha y Zagallo, aunque menos arrolladores que en Suecia, lograron clasificarse para los cuartos de final. En esa instancia derrotaron a la selección inglesa por 3:1. En semifinales vencieron al local Chile 4:2 y en la gran final, el Scratch volvió a encontrarse con la selección de Checoslovaquia. Tras ir perdiendo 1-0, logró voltear el marcador con goles de Amarildo, Zito y Vavá, y así se alzó con el bicampeonato mundial. Garrincha y Vavá quedaron entre los mejores anotadores del Mundial junto a Flórián Albert, Valentín Kozmich Ivanov, Dražan Jerković y Leonel Sánchez con 4 dianas cada uno.
Además de eso, los brasileños Carlos José Castilho y Nilton Santos se convirtieron en los primeros futbolistas que logrando participar en su cuarto y último mundial, llegaron hasta la gran final y se convirtieron en los primeros campeones veteranos y retirarse del fútbol poniendo fin a sus brillantes carreras.

#### Decepción: el bicampeón eliminado en primera fase
En el Mundial de Fútbol de 1966 celebrada en Inglaterra el entrenador brasileño Vicente Feola trabajó con 47 jugadores, de los cuales solo 22 irían a Inglaterra, lo que causó cierta tensión interna y presión psicológica sobre los jugadores y el personal de gestión.
En este Mundial de 1966, Brasil tuvo su peor desempeño en todas las Copas del Mundo. Además, Pelé fue uno de los jugadores más afectados en el Mundial ya que la marca era muy férrea en dicho torneo.
El primer partido de la selección brasileña fue contra Bulgaria, partido que ganaron 2-0, el segundo contra Hungría partido que perderían por un claro 1-3. A continuación, se enfrentarían contra Portugal, un equipo muy duro y golpeador, encabezado por Torres y Coluna que cometía en reiteradas ocasiones faltas violentas, ante la complacencia del árbitro. Esto hizo que Pelé abandonara el partido y el torneo. Brasil perdió ese partido 1-3 siendo eliminado en la primera ronda de la Copa del Mundo por primera vez desde 1934. Después del torneo, Pelé declaró que no quería jugar en la Copa Mundial de nuevo.

#### Copa del Mundo México 1970: el tricampeonato y dueños de la copa Jules Rimet

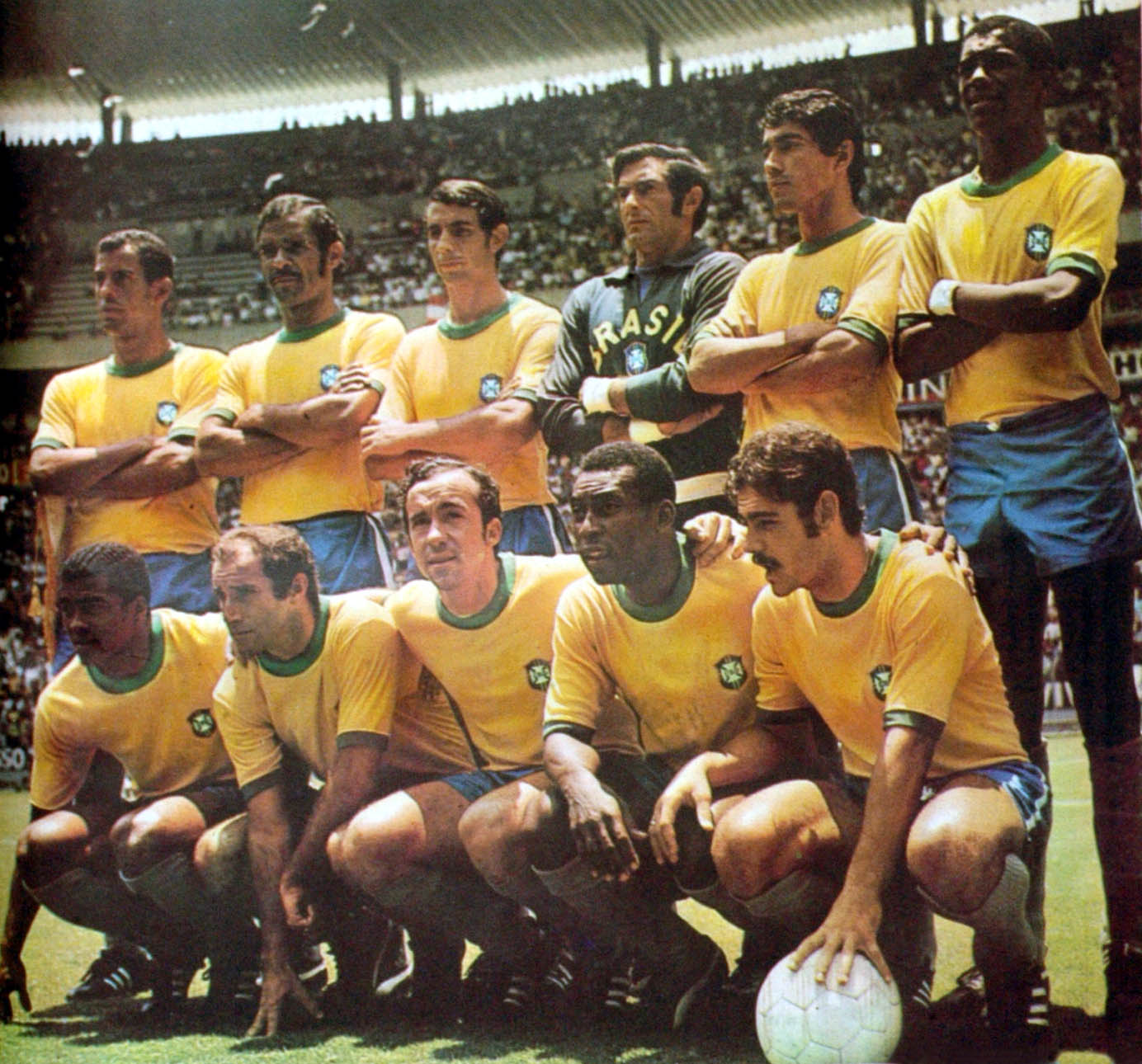
Arriba: Carlos Alberto, Brito, Piazza, Félix, Clodoaldo y Everaldo; abajo: Jairzinho, Gérson, Tostão, Pelé y Rivelino.

El tercer título mundial para los brasileños llegó en 1970, al presentarse con un equipo que es considerado como uno de los mejores de la historia. Antes de disputarse el Mundial, Pelé regresó a la selección nacional a pesar de haber hecho votos de no volver a disputar otro Mundial. Brasil se apoderó con autoridad del trofeo Jules Rimet, con jugadores de la categoría de Clodoaldo, Gérson, Rivelino, Tostao, Jairzinho, Pelé y Carlos Alberto. La final se disputó en el estadio Azteca de la Ciudad de México frente a unos 107.000 espectadores escenario donde Brasil se impuso a la selección de Italia por 4-1. Era la consagración de Pelé como único futbolista en el mundo en ganar tres veces una Copa del Mundo. El máximo anotador de la selección brasileña en dicho torneo fue Jairzinho con siete goles, seguido del propio Pelé con cuatro.
Al ser el primer equipo en adjudicarse tres veces el torneo, Brasil se quedó con la Copa en propiedad, cuando fue robada durante una exhibición en la sede de la Confederación Brasileña de Fútbol en Río de Janeiro. El trofeo nunca fue recuperado, pero fue diseñado una réplica por Eastman Kodak usando 1,8 kg (3,97 lb) de oro la cual fue presentada ante el presidente de Brasil João Baptista Figueiredo en 1984.

### Tiempos de sequía (1971-1989)
Después de que Brasil se coronara campeón en la Copa Mundial de Fútbol de 1970 en México, la Canarinha estaba clasificada de oficio al Mundial de 1974 como defensora del título. Medio equipo campeón de México 70 no estaban en la selección: Pele, Tostao, Carlos Alberto Torres, Félix Miéli Venerando, Clodoaldo Tavares de Santana, Hércules Brito, Everaldo, Gerson. Habían sido seleccionados nuevos jugadores, muchos de ellos debutantes en la Copa del Mundo. En aquel torneo, formó parte del grupo 2 junto con Yugoslavia, Escocia y Zaire quedando en el segundo lugar, detrás de Yugoslavia. Ya en la segunda fase Brasil estaba encuadrado en el grupo B junto con Alemania Oriental, Argentina y Países Bajos. Brasil estuvo a un paso de disputar otra final. Pero finalmente sería derrotado por los Países Bajos y su estrella Johan Cruyff y clasificaría al partido por el tercer lugar contra Polonia. Brasil perdió el cotejo 0:1 y quedó cuarto en la tabla general de la competición. El jugador más destacado de Brasil fue el atacante Roberto Rivelino quien consiguió anotar tres goles para la selección.

#### El Mundial de Argentina 1978: sin llegar a la final
La Copa Mundial de Fútbol de 1978 celebrada en Argentina fue aún más notoria para el cuadro brasileño, ya que otra vez estuvo a un paso de disputar la final, al igual que en la edición anterior. En el grupo de la segunda fase que integraba la selección brasileña se encontraban Argentina, Polonia y Perú, de este grupo salía uno de los finalistas. El Scratch hizo lo suyo, ganándole a Perú 3:0, empatando con Argentina 0:0 y derrotando a Polonia 3:1, sumando de esta manera 5 puntos, los mismos que Argentina pero con menor diferencia de goles ya que Brasil consiguió +5 y Argentina +8, razón por la cual la Albiceleste clasificó a la final, y Brasil clasificó al tercer lugar, partido en el que se encontraría frente a Italia, y terminaría con victoria para la Verdeamarela por 2:1 con goles de Nelinho y Dirceu. Brasil terminaría tercera en la tabla definitiva de la competición. El director técnico fue Claudio Coutinho

#### Nuevamente cerca de la final en España 1982
En la Copa Mundial de Fútbol de 1982 celebrada en España, la selección brasileña partía como una de las favoritas. En aquel entonces contaba con jugadores muy talentosos como Sócrates, Zico, Toninho Cerezo, Falcão, entre otros dirigidos técnicamente por Telê Santana. En la segunda fase del torneo, la selección perdió un partido crucial frente a Italia 2:3 en su grupo, siendo el italiano Paolo Rossi el verdugo del Scratch con un triplete, resultado que la dejaría en segunda posición y sin posibilidades de avanzar a las semifinales. El jugador más destacado para los brasileños fue Zico con cuatro goles. Después de estos sucesos, la selección brasileña tuvo un buen desempeño en la Copa América de 1983 quedando subcampeón del torneo.

#### Copa Mundial en 1986: otra decepción
Para el Mundial de México 1986 Brasil cuenta nuevamente con Telê Santana como seleccionador. Conformaba el grupo D junto a España, Irlanda del Norte y Argelia. Sin problemas, la selección brasileña terminaría primera de su grupo con 6 puntos, +5 en la diferencia gol y ninguno encajado, había ganado todos los partidos en su fase de grupos. En los Octavos de final compitió contra su similar de Polonia y gana con un claro y contundente 4:0. En los cuartos de final le tocaba enfrentarse con la siempre peligrosa Francia, partido que acabaría empatado 1:1 en el tiempo regular solo por la mala fortuna de Brasil ya que Zico erró un tiro de penalti, motivo por el cual el marcador no se movió en el tiempo reglamentario y perdurando hasta el final del tiempo de alargue. En la definición desde la tanda de penaltis pierde por 3:4. Sócrates y Júlio César da Silva habían fallado en sus ejecuciones. El jugador brasileño Careca fue el goleador del equipo con 5 tantos y se adjudicó la Bota de Plata solo por detrás de Gary Lineker que fuera el goleador de ese mundial.

#### Un nuevo título oficial luego de 19 años: la Copa América 1989
La Copa América 1989 se disputó nuevamente en territorio brasileño, cuarenta años después. En este campeonato se completaron dos grupos de 5 selecciones. Brasil encabezaba el grupo A junto a Paraguay, Colombia, Perú y Venezuela. La selección guaraní terminaría líder de su grupo con 6 puntos y una diferencia de +5 goles, por su parte Brasil quedó segunda con los mismos puntos pero con +4 en diferencia de goles. Luego en la fase final de todos contra todos la selección brasileña logra triunfar y gana todos sus partidos en el grupo. Era el cuarto título de Copa América para la selección. El jugador Bebeto sería la gran figura no solo de su selección sino del torneo ya que fue el goleador con 6 dianas. Así, Brasil cortó una racha negra de 19 años sin títulos oficiales, dado que el último obtenido había sido en el Mundial de 1970.

#### El Mundial de Italia 1990
En Italia 1990 la selección era dirigida por el técnico Sebastiao Lazaroni. Brasil buscaba su cuarto título mundial de la mano de jugadores destacados como Dunga, Taffarel, Branco, Romário y Bebeto. Aquella generación de jugadores talentosos había terminado primera de su grupo con 6 puntos. Pero ya en los octavos de final se enfrentaría a su clásico rival, Argentina de la mano del astro Diego Armando Maradona, donde caería por un marcador de 0:1 con un gol de Claudio Caniggia en el minuto 80, tras una gran jugada de Maradona que se llevó a dos y soltando el pase dejando solo a su compadre. La selección una vez más había fracasado en su intento por buscar otro cetro mundialista pero más adelante tendría mejor fortuna.

### La segunda época dorada (1994-2002)

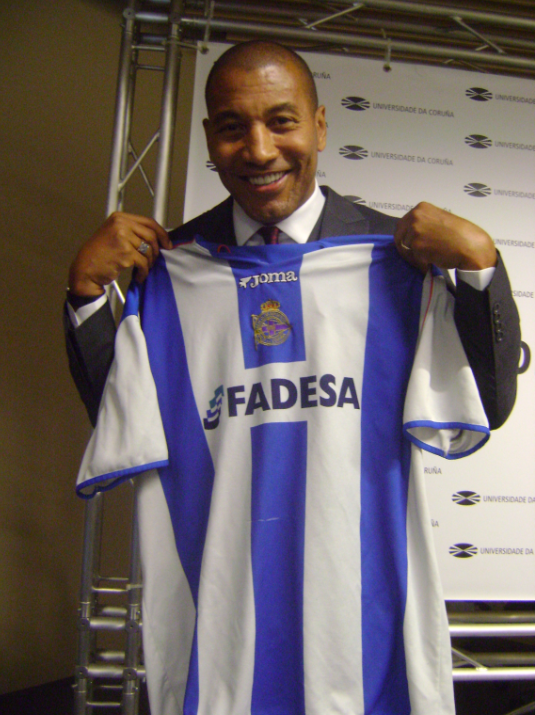
Mauro Silva se proclamó campeón del mundo en 1994.

Debieron pasar veinticuatro años para que este equipo ganara su cuarto campeonato al derrotar a Italia en una recordada definición desde los doce pasos en 1994, siendo la primera vez que una final se decidía mediante esa vía. El fútbol se trasladó a los Estados Unidos, un país donde apenas despertaba pasiones. Pero Brasil se encargó de ponerle el sabor y el ritmo de samba a la Copa del Mundo. Aquella selección brasileña era comandada por el técnico Carlos Alberto Parreira y estaba plagada de jugadores de categoría como: Cláudio Taffarel, Mauro Silva, Mazinho, Branco, Raí, Cafú, Romario, Bebeto, Dunga, Ronaldo y Leonardo. En aquella definición de tiros desde el punto penal, los jugadores italianos Franco Baresi, Daniele Massaro y el emblemático Roberto Baggio erraron sus disparos para un marcador final de 3-2 a favor de Brasil. Así, el equipo sudamericano, dirigido por Parreira, entró a la historia por todo lo alto al convertirse en el único tetracampeón mundial. El jugador Romario fue uno de los más destacados de Brasil anotando 5 goles y recibiendo por parte de la FIFA el premio Balón de Oro que lo acreditaba como el mejor jugador del torneo y del mundo.
Después de haber obtenido la cuarta estrella, Brasil participa en la Copa América 1995 con la intención clara de hacerse con el título ahora con la presión extra de ser el vigente monarca mundial. La Verdeamarela dirigida por Mário Zagallo inició su camino en el grupo B enfrentando a Ecuador triunfando por la mínima, para luego vencer 2 a 0 a Perú y terminar con un 3 a 0 sobre Colombia, quedando de esta manera punteros del grupo sin recibir ningún gol en contra. En cuartos se enfrentó a su clásico rival Argentina luego de que este perdiera sorpresivamente ante Estados Unidos, el partido iba en camino a ser un triunfo albiceleste, sin embargo a 9 minutos del fin del tiempo reglamentario Túlio anota el empate del Scratch de manera polémica controlando la pelota claramente con la mano con cierta complicidad del árbitro, esto llevó el cotejo a los penales en el cual Brasil triunfo 4-2. En semifinales Brasil venció a Estados Unidos por 1 a 0 en el Estadio Domingo Burgueño Miguel con gol de Aldair al minuto 13. En la final se enfrentó al local Uruguay en el Estadio Centenario, el encuentro empezó de buena manera para la visita ya que se fueron al entretiempo con un 0 a 1 a favor anotado por Túlio, esto cambia cuando en el minuto 51 Pablo Bengoechea anota por un tiro libre el empate uruguayo, ya en los penales Túlio quien había destacado en gran parte del torneo erra su penal lo que propicia que Martínez anote el tanto del triunfo celeste, Brasil termina como subcampeón invicto de la justa pero en un futuro cercano su destino sería distinto.
La Copa América 1997 se celebró en Bolivia desde el 11 hasta el 29 de junio de 1997. La selección brasileña terminó primera de su grupo con 9 puntos. Le ganó 2:0 a Paraguay en cuartos, 7:0 a Perú en semifinales y 3:1 a Bolivia en la final con goles de Edmundo, Ronaldo y Ze Roberto. El goleador del torneo fue el mexicano Luis Hernández (futbolista) con 6 dianas, Ronaldo quedó segundo con 5 tantos. Era el quinto torneo de Copa América que ganaba Brasil.
Después de consagrarse campeón de la Copa América a mitad de año, la Canarinha estaba nuevamente en una competición organizada por la FIFA, concretamente en la Copa Confederaciones 1997 disputada entre el 12 y el 21 de diciembre de 1997, en Arabia Saudita. Esta edición fue ganada por Brasil que derrotó contundentemente en la final a Australia 6:0. Brasil era dirigida por Mário Zagallo y tenía jugadores importantes como Ronaldo, Romario, Roberto Carlos, Dunga, entre otros. Esto significaba un nuevo título para la selección ya que nunca habían ganado este torneo. El goleador del certamen fue el brasileño Romario con 7 goles y se adjudicó la Bota de Oro. Así mismo, su compañero de equipo Denilson fue reconocido con el Balón de Oro que lo distinguía como el mejor jugador de la justa.

Alineación de la final Brasil-Francia en la final en 1998

Un nuevo reto se avecinaba, luego de haber sido campeones del mundo en 1994 en Estados Unidos. Llegaba el XVI Campeonato Mundial a celebrarse en Francia en 1998 y Brasil, con su estatus de favorita, buscaba revalidar su título alcanzado 4 años antes. Brasil terminó subcampeón en la justa, por segunda vez desde 1950, después de una campaña muy respetable en la que derrotó a los Países Bajos por penales en la semifinal tras un empate 1-1 con goles de Ronaldo y Patrick Kluivert. Luego el equipo perdió en la final ante Francia por 0-3 en un partido decepcionante para la Verdeamarela. Brasil no tuvo un buen marcaje sobre los jugadores franceses, y Zinedine Zidane fue capaz de anotar dos goles de cabeza vía dos saques de esquina. Además, el brasileño Ronaldo sufrió un ataque epiléptico unas horas antes del partido. Muchos criticaron la decisión de mantener a Ronaldo en la alineación titular ya que tuvo un rendimiento deficiente.
 Esta derrota también significó el final de ciclo para el director técnico Mário Zagallo al frente de la selección. El torneo tuvo al futbolista croata Davor Šuker como máximo artillero con 6 goles y a Ronaldo como el jugador más importante del torneo ganando el Balón de Oro.
Luego de haber fracasado en su intento por conseguir la quinta estrella mundial se venía la Copa América 1999. Brasil sería campeón de dicho torneo tras derrotar 3:0 a Uruguay en la final. El Scratch estaba dirigido por Vanderlei Luxemburgo,
Llegaba la Copa América 2001, Brasil se colocaba en el grupo B con Paraguay, México y Perú. Brasil cae nuevamente 1:0 con México, gana 2:0 frente a Perú y supera a Paraguay por un 3:1. Así, Brasil clasificaba para las eliminatorias con dos victorias y una derrota. Jugó en Manizales con Honduras, contra todo pronóstico Honduras vaporeó a Brasil 2:0, acabando con la esperanza de que Brasil puede revalidar su copa ganada en 1999.
Brasil comenzó en marzo del año 2000 las eliminatorias, sin su goleador estrella Ronaldo, quien no disputó ningún encuentro debido a múltiples lesiones que acarreaba el delantero, inició en Bogotá con un empate de 0:0 contra Colombia, después consiguió una victoria de 3:2 sobre Ecuador como local, y un triunfo de 1:0 sobre Perú en Lima. En la fecha 4 con un gol de Rivaldo en minutos finales Brasil rescató un empate 1:1 contra Uruguay en el Maracaná. En la fecha 5, el Scratch cayó 2:1 frente a Paraguay en Asunción. En la fecha 6 se disputó el primer clásico de la eliminatoria, en São Paulo, con un doblete de Vampeta y un gol de Alex más el descuento de Matías Almeyda para los argentinos, Brasil triunfó 3:1. Sin embargo en la fecha 7 cayeron nuevamente, esta vez por 3:0 ante Chile en Santiago, resultado el cual fue el peor de Brasil en eliminatorias (hasta ahora). En los dos últimas fechas restantes de la primera vuelta, Brasil consiguió dos triunfos contundentes, un 5:0 ante Bolivia con triplete de Romário en el Maracaná y un 6:0 frente a Venezuela en Maracaibo con póker del renacido Romário. El 15 de noviembre de 2000 comenzó la segunda vuelta, Brasil venció con gol de último minuto de Roque Júnior a Colombia en São Paulo. En la fecha 11, por primera vez en su historia, Ecuador venció a Brasil en un partido eliminatorio y por primera vez la Verdeamarela cayó frente a Ecuador en Quito. La derrota anterior, un empate en Sao Paulo de 1:1 frente a Perú y una derrota de 1:0 ante Uruguay en Montevideo nuevamente creó incertidumbre en el seleccionado. En la fecha 14 consiguió vencer 2:0 a Paraguay en Porto Alegre. El 5 de septiembre de 2001, en la fecha 15, en Buenos Aires llegó la revancha para Argentina, quien cómodamente ya estaba clasificada al mundial, los brasileños perdieron su quinto partido de la clasificación por 2:1, con dos autogoles, uno para ambos bandos y un gol de Marcelo Gallardo. En la fecha 16 Brasil consiguió acercarse a la Copa del Mundo tras vencer 2:0 a Chile en Curitiba con goles de Edílson y Rivaldo. En la penúltima fecha llegó la sexta derrota del certamen ante Bolivia por 3:1 en La Paz. En la última fecha Brasil logró su clasificación como tercer puesto detrás de Argentina y Ecuador con 30 puntos, tras golear 3:0 a Venezuela, siendo así la peor eliminatoria en la historia de Brasil, por el alto número de derrotas en una clasificación todos contra todos.
Llegaba la Copa Mundial de Fútbol de 2002 y Brasil tenía grandes expectativas por tener en su nómina a jugadores de primer nivel. Impulsados por el juego brillante de los "Tres R" (Ronaldo, Rivaldo y Ronaldinho) y Kaká, Brasil ganó su quinto campeonato en la Copa Mundial de Fútbol de 2002 celebrada en Corea del Sur y Japón.En la primera fase, Brasil compartió el grupo C junto con Turquía, China y Costa Rica. En este grupo Brasil ganaría todos sus encuentros y quedaría primera con 9 puntos y +8 en goles a favor. Ganó sus encuentros de octavos de final ante Bélgica (2:0), cuartos ante Inglaterra (2:1) y semifinales ante Turquía (1:0) hasta fraguarse un lugar en la final.
La final opuso dos de los equipos más exitosos en la historia de la competición: Alemania y Brasil. El portero alemán Oliver Kahn había sido el mejor jugador del torneo, pero no fue capaz de mantener imbatible su portería. De esta manera Ronaldo venció los fantasmas de Francia 1998 y anotó los dos goles del triunfo. El resultado final fue 2:0 y Brasil sumaría su quinta Copa Mundial. Este mismo año, el Scratch recibió el Premio Príncipe de Asturias de los Deportes.

### Éxito relativo (2003-2009)
Luego de ganar exitosamente su quinta estrella mundial, Brasil se alzaría otra vez con la Copa América de 2004 celebrada en Perú. Brasil disputó la final con la siempre favorita Argentina. El marcador final fue de 2:2 (Adriano empató en el último minuto cuándo la Albiceleste se estaba quedando con el título), por lo que se tuvo que recurrir a una definición en la serie de penaltis. En esa instancia los jugadores Andrés D'Alessandro y Gabriel Heinze erraron sus ejecuciones, mientras que todos los jugadores brasileños anotaron sus tiros, permitiendo a Brasil ser campeón. De esta manera, la selección brasileña ganaba la séptima Copa América de su historia.

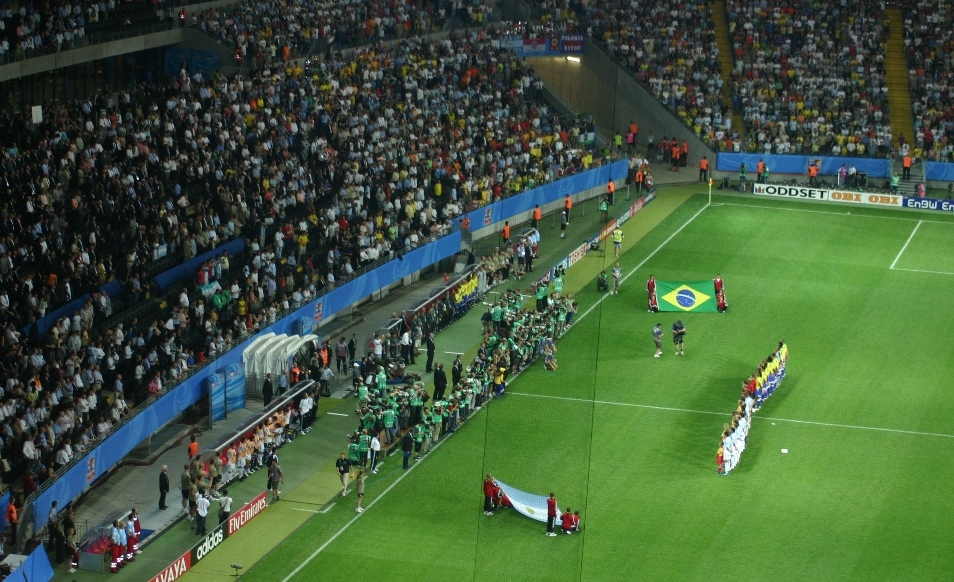
Final entre Brasil y Argentina en la Copa Confederaciones en 2005

Al conquistar la Copa Mundial de Fútbol de 2002, la selección de Brasil quedó automáticamente clasificada para la Copa FIFA Confederaciones 2005. Terminó segunda de su grupo con 4 puntos detrás de México que había sumado 7. Luego en semifinales enfrentaría al local Alemania ganándole con un marcador apretado de 3:2. Ya en la final, la Canarinha derrotó a Argentina por 4:1 para ganar el título por segunda vez.
Gracias al excelente desempeño de Adriano, Ronaldinho y Kaká, el equipo carioca dominó el partido y pudo propinar una mayor goleada a su archirrival. El goleador del torneo fue el brasileño Adriano que terminó con 5 goles y se adjudicó la Bota de Oro, también ganó el Balón de Oro que lo acreditaba como el mejor jugador del torneo.
En la Copa Mundial de Fútbol de 2006 disputada en Alemania la selección brasileña era comandada por el técnico Carlos Alberto Parreira quien presentó una formación con 4 jugadores ofensivos: Ronaldo, Adriano, Kaká y Ronaldinho.

Durante la fase de preparación, el equipo presentó algunos problemas. Uno de los mejores jugadores era la estrella Ronaldo que venía de una recuperación de lesiones que arrastraba desde hace dos meses. También tenía ampollas en los pies y fiebre durante los entrenamientos.
Brasil fue eliminado en los cuartos de final por Francia que lo derrotó por un marcador de 0:1. Francia, que resucitó en la segunda fase, fue liderada por un rejuvenecido Zinedine Zidane y por una férrea defensa.

Después de la eliminación ante los galos, la selección brasileña fue criticada ampliamente por la prensa y los fanes. Los medios de comunicación distribuyeron imágenes donde mostraban la falta de marca del jugador Roberto Carlos sobre Thierry Henry, mientras que este corrió sin marcas para anotar el gol de la victoria. Pelé culpó al entrenador Carlos Alberto Parreira y a Ronaldinho por la pronta eliminación del equipo.

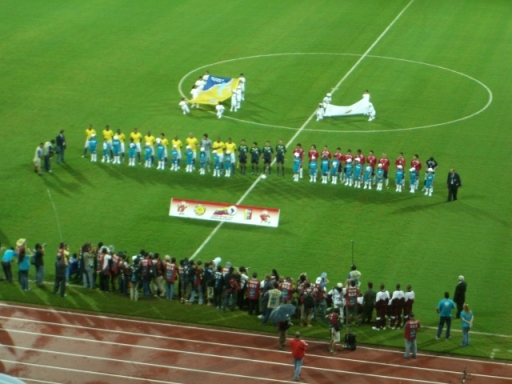
Alineación de Brasil en cuartos de final contra Chile en 2007.

En la Copa América 2007, Brasil volvió a adjudicarse el certamen continental, organizado por Venezuela, con el excapitán de la selección Dunga a su cabeza. El Scratch integró el grupo B junto con México, Ecuador y Chile. Brasil perdió sorpresivamente contra México por 0:2 en su partido inaugural, y luego se recuperó con una cómoda victoria por 3:0 sobre Chile, con tres goles de Robinho. Ganó el tercer cotejo 1:0 frente a Ecuador, partido donde Robinho marcó un penalti. Los brasileños avanzaron a cuartos de final, donde derrotaron nuevamente a Chile por 6:1. La semifinal fue contra Uruguay y después de un empate 2:2, Brasil ganó 5:4 en los penaltis. Su oponente en la final fue Argentina, que eran los favoritos al título, habiendo ganado todos sus partidos en el camino a la final. Sin embargo Brasil anotó temprano en el minuto 4 cuando Júlio Baptista convirtió el primer gol, y luego en el minuto 45, el defensa Roberto Ayala anotó un gol en propia puerta. Más tarde, en la segunda mitad, a los 69 mins., Dani Alves marcó el tercer gol de Brasil, cerrando el marcador que quedó en 3:0 para los cariocas. Después del torneo, Robinho fue galardonado con la Bota de Oro, además de ser nombrado el mejor jugador del torneo.
El Scratch ganó la Copa FIFA Confederaciones 2009 en Sudáfrica. A pesar de que comenzó con una trepidante victoria sobre Egipto por 4:3 tras una gran reacción de los nor-africanos que iban perdiendo 1:3 en el entretiempo, Brasil venció cómodamente a los Estados Unidos, al igual que a Italia, ambos con un marcador de 3:0. Después de vencer a Sudáfrica en la semifinal con un tiro libre, se fueron a una revancha contra EE. UU. en la final que ganaron 3:2, después de remontar una desventaja de 0:2 en el descanso, para sellar su tercera Copa FIFA Confederaciones. Kaká fue nombrado mejor jugador del torneo y Luis Fabiano ganó el premio al máximo goleador con cinco goles en cinco partidos. Brasil sumaba la tercera Copa Confederaciones de su historia.

### Crisis internacional (2010-2018)

#### Sin éxito en el Mundial de Sudáfrica 2010 y en la Copa América 2011
Después de una victoria de 3:1 sobre Argentina en Rosario, el 5 de septiembre de 2009, Brasil clasificó a la Copa Mundial de Fútbol de 2010, el Scratch finalizó como el primer puesto de la eliminatoria con 34 puntos, siendo la mejor ofensiva del certamen con 33 goles y la mejor defensa con sólo 11 goles permitidos.

El 4 de diciembre, Brasil quedó encuadrado en el grupo G, un grupo relativamente accesible. La selección jugó su primer partido contra la Corea del Norte el 15 de junio de 2010 y ganó 2:1. El 20 de junio, Brasil jugó su segundo partido contra Costa de Marfil y ganó 3:1, clasificándose para la siguiente ronda. Su último partido fue contra Portugal que terminó en un empate 0:0. Se enfrentaron a Chile en Octavos de final. En ese encuentro Juan con un gol de cabeza, Luis Fabiano y Robinho con un espectacular gol, anotaron los tres goles para darle a Brasil una victoria por 3:0. En los cuartos de final perdieron contra los Países Bajos 2:1 a pesar de ir ganando en el primer tiempo. Fue la eliminación y el ciclo terminado para el entrenador Dunga.

#### Triunfo en la Confederaciones 2013
La selección nacional bajo la conducción de Mano Menezes debutó en la Copa América 2011, el día 3 de julio de 2011 con un empate sin goles frente a Venezuela. Seis días después el equipo nuevamente empató, esta vez 2:2 con Paraguay. Los goles fueron anotados por Jadson y Fred a los minutos 38' y 89' respectivamente. En el cierre de fase de grupos logró un 4:2 frente a la selección de Ecuador con dos goles de Alexandre Pato y otros dos de Neymar, de esta forma se abrió su paso a cuartos de final como primero del grupo B con 5 puntos, delante de Venezuela por diferencia de goles.
En cuartos de final el seleccionado brasileño volvió a enfrentarse a Paraguay empatando sin goles; tras disputar la prórroga el resultado se resolvió por penales, resultando derrotado Brasil por 0:2; este partido fue recordado porque los 4 jugadores brasileños (Elano Blumer, Thiago Silva, Frederico Chaves y André Santos) fallaron el penal lanzado.
Tras recibir sendas críticas por parte de la prensa, afición y personalidades destacadas del fútbol brasileño como Romário o João Havelange, Menezes fue destituido en noviembre del 2012 por la CBF. El experimentado Luiz Felipe Scolari retomó las riendas del Scratch para un segundo ciclo que pasa por una victoria -según sus aseveraciones - en la XX Copa del Mundo que Brasil organiza. «Nosotros sí tenemos la obligación de ganar el título, no somos favoritos ahora pero pretendemos serlo al llegar al Mundial y vamos a trabajar para eso», afirmó Scolari que, sin embargo, aseguró que no se siente presionado. En su primer partido amistoso, el 6 de febrero de 2013, perdió ante Inglaterra 1-2 en Wembley. Además empató sus amistosos con Italia (2-2), Rusia (1-1), Chile (2-2) y de nuevo Inglaterra (2-2) - esta vez en el renovado Maracaná - antes de saldar sus cuentas con la historia al derrotar por 3-0 a una de sus "bestias negras", la selección francesa, equipo al que no vencía desde 1992.

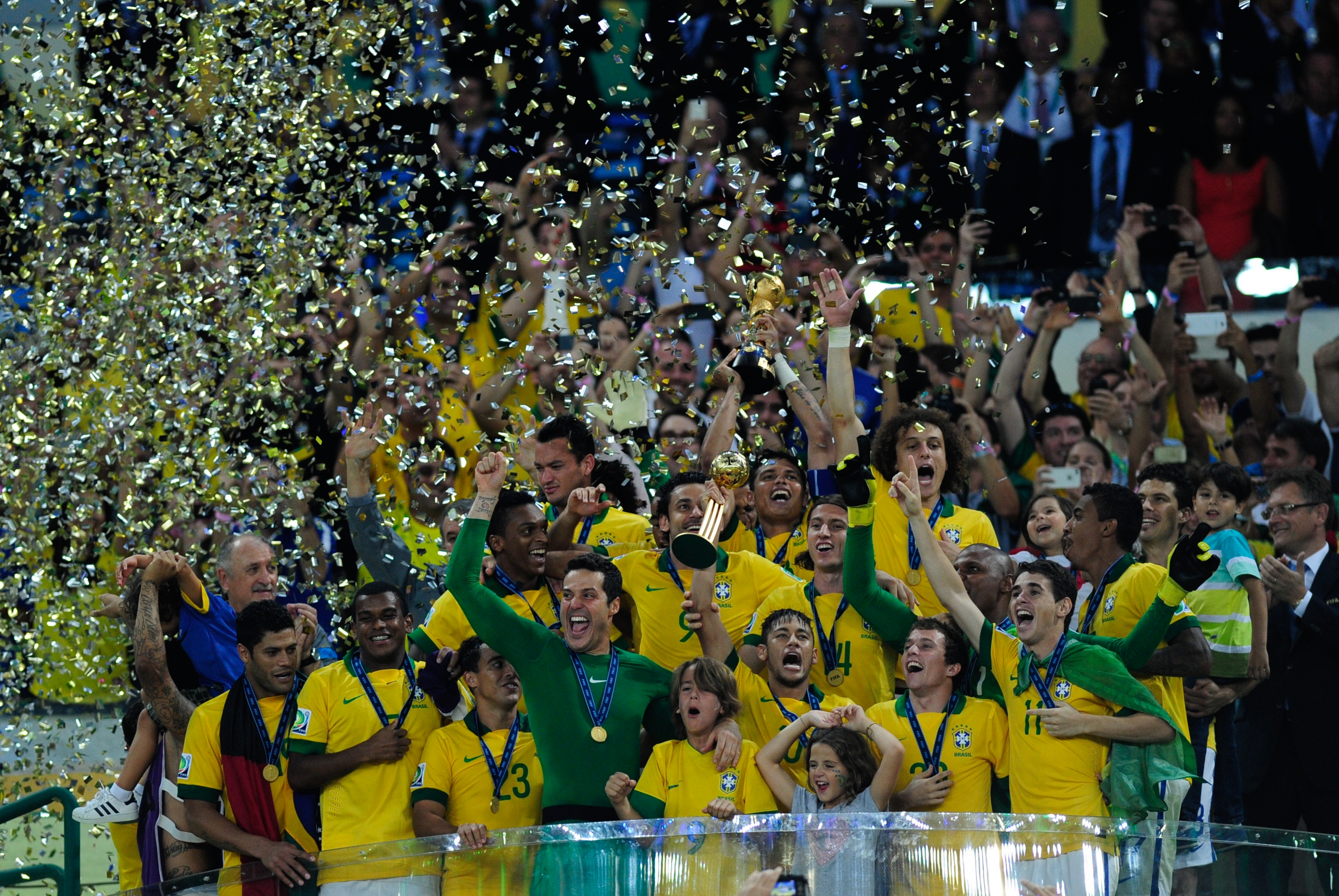
La selección brasileña celebrando su cuarta Copa Confederaciones en manos de Thiago Silva.

Organizadora del certamen de la Copa Confederaciones 2013 y encuadrada en el grupo A junto con las selecciones de Italia, Japón y México, Brasil inició con pie derecho el torneo derrotando contundentemente a Japón (3-0) en el partido inaugural. Continuando el segundo partido derrota a México por 2-0, sin embargo, Brasil no logró convencer en términos de juego colectivo, siendo México superior en muchos tramos del segundo tiempo. En el tercer partido del grupo entre Brasil e Italia, selecciones ya clasificadas a semifinales y que solo servía para definir las posiciones de primero y segundo de grupo, los brasileños vencieron 4-2 a los italianos en vibrante choque cuyo trámite solo se resolvería en las postrimerías del partido, a raíz de la gran reacción italiana que buscó desesperadamente el empate, tras ir perdiendo 2-3. Finalmente, Fred daría la tranquilidad asegurando la victoria con el cuarto gol de su equipo en el min. 89. Brasil se ubicó así en el primer lugar del grupo A (9 puntos). El 26 de junio de 2013, Brasil enfrentó a Uruguay en la primera semifinal del torneo, imponiéndose 2-1 (goles de Fred y Paulinho). De este modo clasificó a su quinta final - la tercera consecutiva - en este certamen. El 30 de junio de 2013, el Scratch se planta ante España con un marcador contundente de 3-0, superando a la Roja quien queda en inferioridad numérica por la expulsión de Piqué que comete una falta sobre Neymar. Brasil logra así su cuarta Copa Confederaciones y de esta forma retoma su posición entre los grandes del fútbol mundial.

#### Copa Mundial de Fútbol 2014 y Mineirazo
Brasil acogió la XX edición de la Copa Mundial de Fútbol bajo una enorme presión popular. Encuadrada en el grupo A, junto a sus pares de México, Camerún y Croacia, la Canarinha abrió la contienda con una sufrida victoria 3-1 ante Croacia, el 12 de junio de 2014, partido recordado por una gran actuación de Neymar (autor de dos goles) y también por el polémico arbitraje del japonés Yuichi Nishimura en favor del pentacampeón mundial. Empató 0-0 ante México en su segundo partido antes de resarcirse y derrotar por 4-1 a Camerún, clasificándose a octavos de final. En esa instancia, enfrentó a Chile y tras un empate 1-1 después del tiempo extra, solo pudo derrotarle en la tanda de penaltis (3:2), avanzando agónicamente a cuartos de final. Seguidamente Brasil venció a Colombia por 2-1 con polémico arbitraje que anuló el gol del jugador colombiano Mario Yepes, mostrando una pálida imagen y pasando apuros en el trámite final del encuentro.
Sin embargo, en semifinales, Brasil cayó estrepitosamente 1-7 ante Alemania en Belo Horizonte, el 8 de julio de 2014, catástrofe bautizada por la prensa como el Mineirazo y siendo nombrados en su país como la selección más floja y más mala de toda su historia, haciendo que Alemania se convierta en el quinto país del mundo y en el primer europeo en lograr derrotar a Brasil ahí mismo en su propio país. Se trató de la derrota más severa del Scratch en casa y de las peores en amplitud desde un lejano 6-0 encajado ante Uruguay en 1920. Brasil se despidió de la peor de las maneras al caer nuevamente en el partido por el 3.er lugar, esta vez ante los Países Bajos, por 0-3, haciendo que los Países Bajos se conviertan en el sexto país del mundo y en el segundo europeo después de Alemania en lograr ganarle a Brasil ahí mismo en su propio país nuevamente. Terminó como la peor defensa del Mundial con catorce goles encajados. Como corolario del decepcionante desempeño del Scratch, Scolari fue despedido del cargo de entrenador por la CBF.
Además hay que destacar que Brasil, por segunda vez en la historia no pudo ganar su edición mundialista. No pudo ganar su edición de 1950 y tampoco lo logró en el Mundial 2014.
Tras el fracaso del Mundial de 2014, Dunga, anteriormente campeón del mundo en 1994, y director técnico de Brasil desde 2006 hasta 2010, es elegido nuevamente entrenador del Scratch el 22 de julio de 2014.

#### Fracaso en las Copa América 2015 en Chile y Copa América 2016 en Estados Unidos
En la Copa América 2015 fue ubicado en el grupo C junto a Colombia, Perú y Venezuela. Inició su participación en el 14 de junio de 2015 frente a Perú en Temuco, donde tras ir perdiendo por 0-1 con gol de Christian Cueva en el minuto 2, remontó hasta ganar por 2-1 a los incas con goles de Neymar y Douglas Costa. El 17 de junio, jugó su segundo partido ante Colombia en el Estadio Monumental de Colo Colo de Santiago, donde perdió por 0-1 con gol de Jeison Murillo. En aquel partido, Neymar fue expulsado tras una agresión al jugador colombiano Carlos Bacca y fue sancionado por la Conmebol 4 partidos, por lo que se perdió toda la Copa América, de caso de que si llega a la semifinal, o no, los partidos podrían ser cumplidos en la eliminatoria a Rusia 2018 o en la Copa América Centenario, y fue sustituido su puesto por Robinho. Seguidamente en el 21 de junio jugó ante Venezuela también en Santiago donde los brasileños se impusieron por 2-1 asegurando su pase para la siguiente fase.
En cuartos de final de la Copa América, Brasil se enfrentó a Paraguay en Concepción en el 27 de junio. Brasil empató el partido 1-1 hasta la prórroga, donde en penales, perdieron por 3-4, haciendo una fracasada campaña para la Copa América.
Tras un pésimo año 2015 para la selección brasileña, Brasil comenzó en la Copa América Centenario en el grupo B junto a Ecuador, Haití y Perú. Empezó el torneo en el 4 de junio de 2016 en Los Ángeles empatando 0-0 ante Ecuador. Luego en Orlando golearon a Haití por 7-1 el 8 de junio con 3 goles de Philippe Coutinho, 2 de Renato Augusto y 1 de Gabriel Barbosa y de Lucas Lima, todos debutantes con la Verdeamarela.
Con 4 puntos, tenía que empatar su último partido para clasificar a cuartos de final ya que tenía una diferencia de goles favorable en comparación con Perú. En Boston jugaron ante Perú donde Raúl Ruidíaz anotó un gol polémico con la mano. Hecho que los jugadores brasileños reclamaron por minutos, hasta que el árbitro Andrés Cunha validó el gol peruano, provocando la eliminación brasileña en fase de grupos, algo que no sucedía desde la Copa América 1987.

#### Eliminatorias para la Copa Mundial de Rusia 2018
En las Eliminatorias para Rusia 2018, Brasil se enfrentó en la primera fecha a Chile el 8 de octubre en Santiago, partido en el cual perdieron por 0-2, siendo ésta la única derrota que cosechó el equipo en las eliminatorias para el mundial ruso. Los goles fueron anotados por Eduardo Vargas y Alexis Sánchez, respectivamente. En la fecha 2 recibieron la visita de Venezuela en la ciudad de Fortaleza donde derrotaron a los venezolanos por 3-1 con goles de Willian por doblete y Ricardo Oliveira y para la visita marcó Christian Santos obteniendo su primera victoria. En noviembre de 2015 se reanudaron las fechas 3 y 4 de las eliminatorias donde en la tercera jornada, Brasil visitó a Argentina en Buenos Aires donde se repartieron puntos al igualar 1-1 con goles de Ezequiel Lavezzi para los locales y para los brasileños marcó Lucas Lima. En la última fecha del 2015 correspondiente a la cuarta jornada los brasileños recibieron a Perú en Salvador de Bahía donde golearon a los incas por 3-0 con goles de Douglas Costa, Roberto Firmino y Filipe Luis llegando al 3.er lugar de la tabla con 7 puntos.
En marzo de 2016 comenzaron las eliminatorias con la quinta y sexta fecha donde en la 5.ª fecha los brasileños recibieron en casa la visita de Uruguay en Recife donde igualaron 2-2 con goles de Renato Augusto y Willian para la Verdeamarela y para los charrúas marcó Edinson Cavani y Luis Suárez y en la sexta fecha visitaron a Paraguay en Asunción donde también cedieron puntos al conceder un nuevo empate a 2-2 con goles de Dario Lezcano y Edgar Benítez para los guaraníes y para los brasileños convirtió Dani Alves y Ricardo Oliveira saliendo de la tabla cayendo al 6.º lugar con 9 puntos. Después del fracaso de la Copa América Centenario Brasil tuvo un recambio de jugadores y de dirección técnica al llegar al mando Tite preparándose para las siguientes fechas de Eliminatorias donde en septiembre de 2016 comenzó la séptima fecha donde Brasil visitó a Ecuador en la altura de Quito donde un Brasil mejorado y exhibiendo un fútbol perfecto goleo de visita a los ecuatorianos por 0-3 con goles de Neymar y un doblete del medallista olímpico Gabriel Jesus y en la octava fecha recibieron la visita de Colombia en la ciudad selvática de Manaos donde vencieron a los cafeteros por 2-1 con goles de Joao Miranda y Neymar y los cafeteros descontaron con un autogol del defensor brasileño Marquinhos subiendo al 2.º puesto detrás de ese entonces líder Uruguay. En octubre del mismo año se reanudaron las eliminatorias con las fechas 9 y 10 donde en la novena fecha recibieron a Bolivia en la ciudad de Natal donde no tuvieron misericordia con los del altiplano y terminaron aplastando a los bolivianos por una contundente goleada 5-0 con goles de Neymar, Philippe Coutinho, Roberto Firmino, Filipe Luis y Gabriel Jesus cerrando la primera ronda de las eliminatorias y el 11 de octubre comenzó la segunda ronda de las eliminatorias donde en la fecha 10 los brasileños visitaron a Venezuela en Mérida donde vencieron a los locales por 0-2 con goles de Gabriel Jesus y Willian adueñándose hasta el momento el 1.er lugar de la eliminatoria con 21 puntos. Y en noviembre del 2016 finalizando el año se venían las dos últimas fechas del año donde en la jornada 11, Brasil recibió en Belo Horizonte la visita de su eterno rival Argentina, donde golearon a los albicelestes por 3-0 con goles de Neymar, Philippe Coutinho y Paulinho y en la fecha 12 la Canarinha visitó a Perú en Lima donde ganaron por 0-2 con goles de Gabriel Jesus y Renato Augusto llegando a 27 unidades certificando en el peor de los casos el cupo de repechaje.
En marzo de 2017 inició la recta final de las eliminatorias. El 23 de ese mes comenzó la fecha 13, y los brasileños visitaron a Uruguay en Montevideo, terminando con el invicto charrúaa de local, goleando por 1-4 con goles de Neymar y una tripleta de Paulinho llegando a 30 puntos certificando su clasificación al mundial de Rusia 2018. En la fecha 14 recibieron en São Paulo a Paraguay, cosechando una victoria por 3-0 con goles de Neymar, Philippe Coutinho y Marcelo, llegando a 33 unidades y quedando como únicos líderes de la tabla. En la fecha 15, disputada en agosto de 2017, Brasil recibió la visita de Ecuador en Porto Alegre, y consiguió su novena victoria en línea al imponerse por 2-0 con goles de Paulinho y Philippe Coutinho llegando a 36 unidades. Luego, en la fecha 16, en un partido crucial, visitó a Colombia en Barranquilla, en un partido que terminó empatado 1-1, cortándose así una racha de nueve victorias seguidas; el primer gol fue obra de Willian para Brasil, mientras que para los locales empató Radamel Falcao García, quedando el Scratch con 37 puntos en el primer puesto. En octubre se disputaron las dos últimas fechas de las eliminatorias, enfrentando los brasileños en la fecha 17 a Bolivia en la altura de La Paz, igualando sin goles, para finalmente cerrar como local en São Paulo recibiendo a Chile con una contundente goleada 3-0 con goles de Paulinho y un doblete de Gabriel Jesus. Brasil terminó la clasificatoria como claro líder con 41 puntos, obteniendo su clasificación a Rusia 2018 seguido por Uruguay, Argentina, Colombia y Perú.

#### Copa Mundial de Rusia 2018

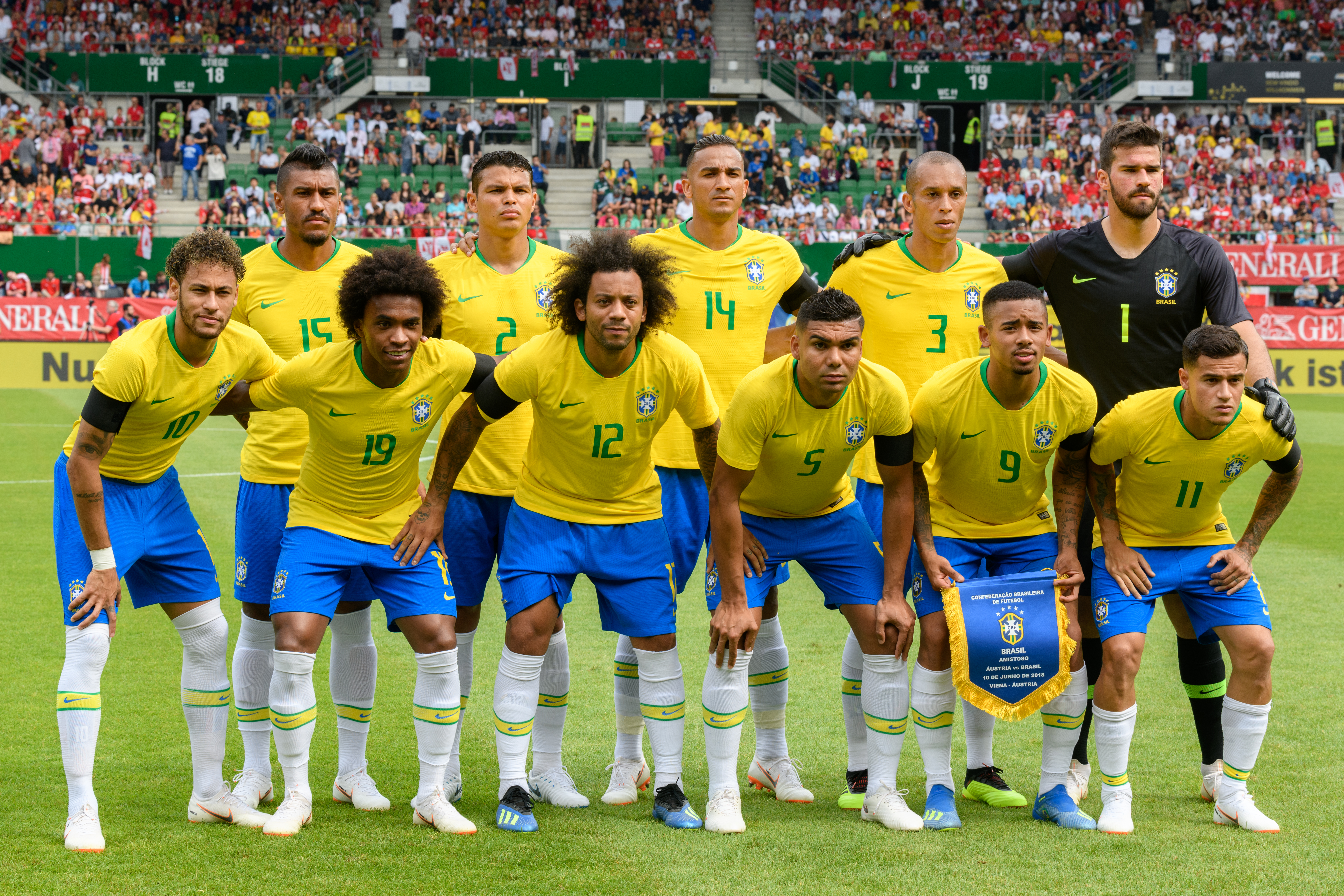
Alineación de la selección de fútbol de Brasil en junio de 2018

En el Mundial propiamente dicho, la Verdeamarela tuvo un funcionamiento decepcionante. pasando la fase de grupos pero sin marcar la superioridad que se esperaba de ella: empató en su debut 1-1 con Suiza en Rostov del Don con goles de Philippe Coutinho y para Suiza marcó Steven Zuber, luego en San Petersburgo le ganó con sufrimiento 2-0 a Costa Rica (los dos goles recién en los minutos de descuento) y los autores fueron Philippe Coutinho y Neymar y en su último partido de fase de grupos se enfrentó en Moscú a Serbia donde también la derrotó por 2-0 con goles de Paulinho y Thiago Silva. Luego en Samara se enfrentó a México en octavos, sufriendo en el primer tiempo aunque imponiéndose con base en los goles de Neymar y Roberto Firmino certificando el pase a cuartos de final del mundial.
Ya en cuartos de final, Brasil se enfrentó a Bélgica en Kazán donde no pudo ante los diablos rojos y cayo derrotada por 2-1. La primera mitad arrancó con dominio de la Seleção, con Thiago Silva estrellando un tiro en el poste. Pero a la salida de un córner los belgas se adelantaron en el marcador, al desviar Fernandinho el balón al fondo de su propia portería. Kevin De Bruyne logró el segundo gol europeo. Tras el descanso, los sudamericanos siguieron presionando muy arriba y metieron a Bélgica en su campo. Renato Augusto cabeceó al fondo de la red una magnífica asistencia de Coutinho. Sin embargo, los intentos brasileños siempre chocaban contra algún defensor belga o contra el propio Thibaut Courtois, por lo cual no hubo forma: Bélgica pasó a las semifinales de la Copa Mundial por segunda vez en su historia.
La derrota de la Canarinha significó la eliminación de la última selección americana del torneo, después de que quedaran fuera Argentina (perdió con Francia en octavos); Colombia (perdió con Inglaterra mediante los penales); Uruguay (perdió contra Francia en cuartos); previamente el propio Brasil había eliminado a México en octavos de final; y junto a Costa Rica, Perú y Panamá que no pasaron la fase de grupos.

### Años recientes (2019-presente)

#### Copa América 2019 vuelve tras 30 años a Brasil
La selección como anfitriona quedó encuadra en el grupo A con Bolivia, Venezuela y Perú donde para esta edición la Canarinha sufrió la baja de su referente Neymar donde queda fuera de la convocatoria oficial. El 14 de junio, empezó en São Paulo con un triunfo por 3-0 sobre Bolivia con goles de Philippe Coutinho por doblete y un golazo de media distancia de Everton. El 18 de junio, viajó a Salvador de Bahía se enfrentó a Venezuela donde no pasaron del empate 0-0, aunque el VAR anuló correctamente 4 goles a Brasil y destacando la gran actuación del portero Venezolano Wuilker Faríñez. El 22 de junio, volvió a la ciudad de São Paulo donde cerro con Perú la fase de grupos con una contundente goleada sobre los Incas por 5-0 con goles de Casemiro, Roberto Firmino, Everton, Dani Alves y de Willian llegando a 7 puntos siendo el líder del grupo A clasificando a cuartos de final junto con Venezuela como segunda con 5 puntos y Perú como mejor tercero. El 27 de junio, se enfrentó en Porto Alegre a una aguerrida Paraguay donde en los 90 minutos igualaron sin goles pero clasificó a semifinales tras vencer en los penales 4-3 a los guaraníes. El 2 de julio, la Canarinha se enfrentó a Argentina, saliendo victorioso 2-0, resultado el cual lo llevaría a la final para jugar de nuevo contra Perú el 7 de julio, ganando 3-1, coronándose campeón de la Copa América 2019 y obteniendo su noveno título en esa competencia.

#### Copa América 2021 por segunda vez consecutiva en Brasil
La Canarinha, otra vez siendo anfitriona del torneo, llegaba como amplia favorita para ser bicampeona de América, y demostraba así su superioridad el 13 de junio en la primera jornada al ganar a Venezuela 3 a 0, con Neymar jugando un buen papel sobre el terreno de juego. El 18 de junio, ya en la siguiente jornada, Brasil se topaba con Perú, goleando a los incas por un contundente 4-0, con goles de Alex Sandro, Neymar, Everton Ribeiro y Richarlison, siendo este último ya en el tiempo de descuento. En la cuarta jornada, realizada el 24 de junio, tras haber descansado en la tercera jornada, conseguía la clasificación a cuartos de final en un partido controvertido frente a Colombia, debido a los casi once minutos de descuento que el colegiado añadía, tiempo que le sirvió a la Verdeamarela para adelantarse en el marcador con un gol de Casemiro (2-1), victoria que le daba el liderato absoluto de su grupo a la selección anfitriona.
En cuartos de final derrotó a Chile (1-0) y en semifinales a Perú (1-0). En la final, se enfrentó a la selección argentina, contra la que perdería por 0-1 con gol de Ángel Di María en el minuto 22 del encuentro.

#### Copa Mundial de Catar 2022
Luego de clasificar de forma invicta y como líder en las 18 fechas a la Copa del Mundo con 45 puntos, superando el récord de 43 puntos de Argentina realizado en las clasificatorias rumbo a Corea Japón 2002, la Verdeamarela quedó encuadrada en el grupo G con las selecciones de Serbia, Suiza y Camerún, en su primer partido en Lusail, la Canarinha derrotó a Serbia con 2 goles de Richarlison, luego ante Suiza en Doha, logró una victoria por la mínima a los 83 minutos con gol de Casemiro, siendo la primera vez que Brasil derrota a los helvéticos en una Copa Mundial, no obstante en la última fecha en Lusail fue derrotada de forma sorpresiva por la mínima ante Camerún con gol de Vincent Aboubakar en el minuto 90+2, siendo su primera derrota en fase de grupos desde 1998, pero a pesar de eso, el conjunto brasileño clasificó como líder de grupo a los octavos de final, superando a Suiza por diferencia de gol.
En los octavos de final en Doha se enfrentó a Corea del Sur, la cual derrotaron por una goleada de 4-1, los goles fueron de Vinícius Júnior, Neymar, Richarlison y Lucas Paquetá, el descuento fue realizado por Paik Seung-ho, en los cuartos de final en Rayán se enfrentó a Croacia, en donde a pesar de que en los 90 minutos fue sumamente superior al combinado ajedrezado, la magnífica actuación de Dominik Livaković hizo que se llevara el partido a la prórroga, ya en el tiempo suplementario, en el minuto 105+1, Neymar logró abrir el marcador, gracias una jugada hecha junto con Lucas Paquetá, con este gol Neymar igualó a Pelé como máximo goleador de la selección de Brasil, todo parecía que iba a ser un triunfo brasileño, pero al minuto 117 Bruno Petkovic aprovechando un centro de Mislav Oršić, anotó el empate, llevándolo a la tanda de penales, la cual el conjunto brasileño fue derrotada por 4-2 tras los fallos de Rodrygo y de Marquinhos, siendo nuevamente eliminada en la instancia de cuartos de final por una selección europea, finalizando así la era de Tite.

### Eliminatorias para la Copa Mundial de Norteamérica 2026
Brasil inicio una vez más las Eliminatorias Sudamericanas rumbo a Norteamérica 2026 en el mes de septiembre de 2023 recibiendo a Bolivia como local en Belém venciendo a los bolivianos por 5-1. En la segunda fecha, la "Canarinha" visito a Perú en Lima donde derrotó a los Incas por la mínima diferencia 0-1 en un duelo discreto por parte de Brasil pero quedando en la 2ª posición con 6 unidades detrás de Argentina. En el mes de octubre por la tercera fecha, el rendimiento de Brasil bajó notoriamente al ceder un empate ante Venezuela en Cuiabá quedando 1-1 y con 7 unidades. En la cuarta fecha visito a Uruguay en Montevideo donde cayo por 2-0 con goles de Darwin Núñez y Nicolás de la Cruz después de 22 años sin caer ante los Charruas. En noviembre de 2023 se disputaron las dos últimas fechas de la Eliminatorias en el año correspondiente a las fechas 5 y 6 donde Brasil visito a Colombia en Barranquilla teniendo un pobre desempeño y cayendo por primera vez por las Eliminatorias ante los Cafeteros por 2-1 en una noche especial para Luis Díaz  marcando la remontada colombiana con doblete, el descuento brasileño lo marco Gabriel Martinelli iniciando el partido a los 4 minutos. 
Para la sexta fecha, después de la derrota ante Colombia, Brasil recibió a Argentina en Río de Janeiro donde antes de empezar el referido partido y luego del cántico de los himnos, la Policía Militar de Río de Janeiro reprimió a los fanáticos argentinos de manera infundada, siendo un suceso cuestionado por la prensa internacional. Ante este suceso, la selección argentina se fue al vestuario y se demoró media hora el inicio del partido. El capitán de la Selección Argentina, Lionel Messi, criticó a la policía brasileña por repetir su accionar violento como en la final de la Copa Libertadores 2023, el día 4 de noviembre de 2023.
Reanudado el partido, con gol de cabeza de Nicolás Otamendi, la selección de fútbol de Brasil es derrotada en su tierra por primera vez en su historia. De manera tal que la selección de fútbol de la Argentina se convierte en la primera selección en ganar por Eliminatorias CONMEBOL en Brasil en calidad de visitante.
En esta serie de rachas negativas, por primera vez en su historia, Brasil es derrotado tres veces consecutivas en partidos de Eliminatorias. 
Este suceso inédito de la verdeamarela fue denominado por la prensa internacional como "Maracanazo" o "Nuevo Maracanazo". Incluso,  el periódico español As lo denominó "Bochorno y Maracanazo".

## Resultados

### Últimos partidos y próximos encuentros
Actualizado al último partido jugado el 10 de junio de 2025.
| Fecha      | Ciudad         | Local     | Resultado | Visitante | Competición                     |
| ---------- | -------------- | --------- | --------- | --------- | ------------------------------- |
| 06-09-2024 | Curitiba       | Brasil    | 1:0       | Ecuador   | Clasificación Copa Mundial 2026 |
| 10-09-2024 | Asunción       | Paraguay  | 1:0       | Brasil    | Clasificación Copa Mundial 2026 |
| 10-10-2024 | Santiago       | Chile     | 1:2       | Brasil    | Clasificación Copa Mundial 2026 |
| 15-10-2024 | Brasilia       | Brasil    | 4:0       | Perú      | Clasificación Copa Mundial 2026 |
| 14-11-2024 | Maturín        | Venezuela | 1:1       | Brasil    | Clasificación Copa Mundial 2026 |
| 19-11-2024 | Salvador       | Brasil    | 1:1       | Uruguay   | Clasificación Copa Mundial 2026 |
| 20-03-2025 | Brasilia       | Brasil    | 2:1       | Colombia  | Clasificación Copa Mundial 2026 |
| 25-03-2025 | Buenos Aires   | Argentina | 4:1       | Brasil    | Clasificación Copa Mundial 2026 |
| 05-06-2025 | Guayaquil      | Ecuador   | 0:0       | Brasil    | Clasificación Copa Mundial 2026 |
| 10-06-2025 | São Paulo      | Brasil    | 1:0       | Paraguay  | Clasificación Copa Mundial 2026 |
| 04-09-2025 | Río de Janeiro | Brasil    | -:-       | Chile     | Clasificación Copa Mundial 2026 |
| 09-09-2025 | El Alto        | Bolivia   | -:-       | Brasil    | Clasificación Copa Mundial 2026 |

## Indumentaria

### Uniforme
Brasil desde sus inicios varió sus indumentarias en reiteradas ocasiones, principalmente utilizando el color blanco, que tuvo diversas variaciones en sus diseños, cabiendo resaltar el uso de pantalones azules o blancos y el uso de medias inicialmente negras y posteriormente blancas hasta el Mundial de 1950.
Después del famoso Maracanazo, cambió su uniforme por el actual haciendo su debut en el Mundial de Suiza 1954 con la goleada de 5:0 frente a México en el Stade des Charmilles en la ciudad de Ginebra. El primer partido con la nueva indumentaria había sido en Maracaná el 14 de marzo de 1954, frente a Chile, con victoria 1-0.
El creador de la indumentaria actual es el escritor y diseñador gráfico brasileño Aldyr García Schlee. En 1953, a los 19 años y con experiencia como diseñador y caricaturista en los periódicos de la ciudad de Pelotas, Río Grande del Sur, fue el vencedor entre 301 participantes en un concurso organizado por el diario Correio da Manhã de Río de Janeiro y auspiciado por la extinta Confederación Brasileña de Deportes (CBD), para escoger el nuevo uniforme de la selección. Las bases del concurso exigían que el nuevo diseño debía incluir los cuatro colores de la bandera de Brasil. La CDB oficializó el uniforme verde y amarillo («verdeamarelo») que pasaría a ser conocido como «camisa canarinho» o la «canarinha». García Schlee obtuvo un premio en efectivo y una pasantía en el Correio da Manhã.
Actualmente, el uniforme oficial de la selección brasileña se compone de una camiseta amarilla, pantalón azul y medias blancas. El uniforme de visitante se compone de camiseta y medias azules y pantalones blancos.
La indumentaria de la selección está hecha con tecnología Dri-FIT de Nike, una tecnología innovadora que mejora el rendimiento de los jugadores ayudándolos a mantenerse más secos, frescos y livianos. Lo logra llevando la transpiración del cuerpo a la parte externa de la tela para un secado rápido.
La tipografía de los nombres y los números de los jugadores impresos en las nuevas equipaciones de la selección brasileña están claramente inspiradas en la pixação, una forma de grafiti originario de São Paulo.

### Evolución del uniforme
|  | Primera equipación | (Ver evolución) | Equipación actual |

## Rivalidades

### Rivalidad conArgentina
Tanto la selección de Brasil en Argentina, como la selección argentina en Brasil, son consideradas como el rival más importante. Y aunque ambas selecciones comparten también otros duelos muy relevantes, como Argentina contra Inglaterra, Uruguay o Alemania; y Brasil ante Italia, Francia y la misma Alemania, estas dos naciones protagonizan el principal clásico a nivel mundial, no sólo por la histórica rivalidad futbolística, sino también por la rivalidad que se generó entre las hinchadas. Esto se acentuó debido a que son las únicas selecciones mayores del continente americano, junto con Uruguay, que han ganado una Copa Mundial de la FIFA.
El número de victorias en partidos entre selecciones mayores, desde el primero jugado en 1914, siempre se mantuvo relativamente equilibrado, con altibajos a favor de alguno de ellos en diferentes períodos, pero siempre mostrando una constante paridad. El historial de enfrentamientos según la FIFA, de un total de 111 encuentros, muestra 42 triunfos para Brasil, 43 para Argentina y 26 empates, registrando 166 goles a favor de Brasil y 168 por Argentina.

### Rivalidad conUruguay
También es notoria la rivalidad con Uruguay, con quien disputa uno de los clásicos mundiales, sobre todo luego del Maracanazo, donde La Celeste venció a unos brasileños que ejercían de locales por 2:1 en la final del Mundial de 1950. El partido entre la selección brasileña y la selección uruguaya es uno de los mayores clásicos de América y el mundo. Brasil y Uruguay son, junto a Argentina, consideradas las tres selecciones grandes del fútbol sudamericano. Esta denominación parte de la prensa especializada y se fundamenta principalmente en la cantidad de trofeos que han ganado estos tres seleccionados a lo largo de la historia, siendo los mismos los únicos de su continente en haber conseguido en al menos una ocasión la Copa Mundial de Fútbol, además de que entre ellos se reparten 39 de las 47 ediciones de Copa América que se llevan disputadas hasta la fecha, siendo Uruguay y Argentina los conjuntos más ganadores, con 15 trofeos cada uno.

### Otras rivalidades
Además, Brasil comparte rivalidad con otras selecciones ajenas a su confederación, principalmente, debido al éxito deportivo y los enfrentamientos definitorios. Sus tres máximos rivales son europeos campeones del mundo, Alemania, Italia y Francia. Fuera de las principales potencias, también ha estado en una rivalidad con México, selección americana no perteneciente a CONMEBOL con el que más enfrentamientos tuvo (42 partidos), que fue incrementándose a partir de la primera década del presente siglo.

### Historiales contra campeones del mundo en Copas Mundiales
Como es sabido, la Selección de Brasil forma parte del selecto grupo de combinados que a lo largo de la historia del fútbol, han sabido alzarse con el Campeonato del Mundo. En ese sentido, Brasil fue la primera selección en haber repetido ese honor en tres, cuatro y cinco oportunidades, siendo hasta el momento la máxima selección galardonada. 
En lo que respecta a los historiales en mundiales, contra los equipos que alguna vez fueron campeones del mundo (Alemania, Argentina, Francia, Inglaterra, Italia, Uruguay y España), Brasil tiene diferentes acumulados frente a sus rivales. Por ejemplo, tomando a los actuales equipos campeones del mundo, mantiene una clara superioridad ante Inglaterra y España, mientras que con Uruguay e Italia mantiene el historial en tablas. Sin embargo, en el único empate registrado entre Brasil e Italia, la selección verdeamarela logró ganar la Copa del Mundo de 1994 imponiéndose 3 a 2 en los tiros de penalti. Por otro lado Francia mantiene cierta supremacía sobre la selección de Brasil ya que en copas del mundo se registran dos victorias a favor de los franceses, una a favor de los brasileños y un empate, los partidos ganados por Francia corresponden a las copas del mundo de 1998 y 2006 y el partido ganado por Brasil corresponde a la semifinal de Suecia 1958 en la que ganó por 5 goles a 2, y en el mundial 1986 se registra un empate en cuartos de final y que se definiría a favor de Francia en la tanda de tiros de penalti.
En la siguiente tabla, se detallan los distintos cruces y algunos comentarios.
| Selección  | Partidos | Partidos | Partidos | Comentarios |
| Selección  | PG       | PE       | PP       | Comentarios |
| ---------- | -------- | -------- | -------- | --- |
| Alemania   | 1        | 0        | 1        | A pesar de haber participado en la mayoría de los mundiales y de contar con cuatro títulos en su palmarés, el historial de Alemania contra Brasil es uno de los más pequeños, habiendo tenido su primer episodio en la final del mundial Corea-Japón 2002, donde los verdeamarelos se impusieron por 2-0, logrando el consiguiente 5.º campeonato mundial. Finalmente, Alemania obtuvo su revancha 12 años después en 2014, infligiéndole a Brasil su peor derrota en la historia de mundiales. |
| Argentina  | 2        | 1        | 1        | Con Argentina, Brasil sostiene uno de los clásicos continentales más convocantes del mundo. Tal es así, que en las diferentes competencias en las que participan, un ocasional cruce entre ambas es considerado un verdadero derbi. Pero más allá del historial general entre ambas, en lo que respecta a enfrentamientos en mundiales, Brasil y Argentina se enfrentaron 4 veces con una leve ventaja a favor de la Canarinha: 2 victorias (Alemania 1974 y España 1982), 1 empate (Argentina 1978) y 1 derrota (Italia 1990) ante los albicelestes. |
| España     | 3        | 1        | 1        | El mano a mano con España tuvo 5 episodios, de los cuales Brasil es dominador gracias a 3 triunfos obtenidos ante La Roja (Brasil 1950, Chile 1962 y México 1986). Por su parte, España logró imponerse en el primer episodio de estos cruces (Italia 1934), mientras que el restante terminó en empate (Argentina 1978). |
| Francia    | 1        | 1        | 2        | El historial entre Brasil y Francia se ha vuelto un caso excepcional ya que hasta el momento, Les Bleus son el único seleccionado que mantiene un historial favorable frente a los verdeamarelos. Si bien el primer cruce (Suecia 1958) fue una abultada victoria a favor de Brasil, en los restantes duelos Francia terminó por torcer la balanza a su favor al imponerse en los cruces de Francia 1998 (con el local coronándose campeón ante la Canarinha) y Alemania 2006. A su vez, el único empate registrado fue en los cuartos de final de México 1986, donde finalmente los galos se impusieron por tiros desde el punto penal. |
| Inglaterra | 3        | 1        | 0        | De todos los equipos campeones del mundo, Inglaterra es el único que hasta el momento no ha podido doblegar a Brasil. Con un historial de 4 enfrentamientos, los verdeamarelos se imponen claramente ante los británicos con 3 victorias (Chile 1962, México 1970 y Corea-Japón 2002), mientras que el cotejo restante (Suecia 1958) fue empate. |
| Italia     | 2        | 1        | 2        | La rivalidad entre Brasil e Italia, es una de las que más capítulos suma en la historia de los mundiales. 5 enfrentamientos repartidos entre ambas selecciones, es la muestra de este duelo considerado un clásico mundial. Al mismo tiempo, esta rivalidad es la segunda en la historia de los mundiales en repetirse en una final del mundo al haberse definido dos torneos entre ambos (la final más repetida, es la de Alemania-Argentina con 3 episodios). En cuanto al historial, Brasil supo imponerse en dos ocasiones (México 1970 y Argentina 1978), mientras que Italia lo hizo en igual cantidad de ocasiones (Francia 1938 y España 1982), mientras que el restante duelo (Estados Unidos 1994) terminó en empate pero definiendose por tiros desde el punto penal a favor de Brasil. De estos enfrentamientos, los jugados en México 70 y Estados Unidos 94 tuvieron la particularidad de haber sido enfrentamientos por la final del mundo. |
| Uruguay    | 1        | 0        | 1        | Al igual que con Argentina, la rivalidad entre Brasil y Uruguay tuvo sus inicios en las competencias continentales, trasladándose finalmente a las arenas mundiales. En este contexto, al igual que con Alemania, la rivalidad Brasil-Uruguay en la historia de los mundiales tuvo dos cruces hasta el momento, siendo el más recordado de ellos en el último partido de la liguilla del campeonato mundial Brasil 1950, donde se produjera el recordado Maracanazo, al imponerse el conjunto celeste y proclamarse campeón ante todo un público brasileño que ya saboreaba su primera coronación mundial. La revancha brasileña vino 20 años más tarde, al imponerse en la semifinal de México 1970 donde la Canarinha terminó por proclamarse campeona por 3.ª vez en su historia. |

## Instalaciones

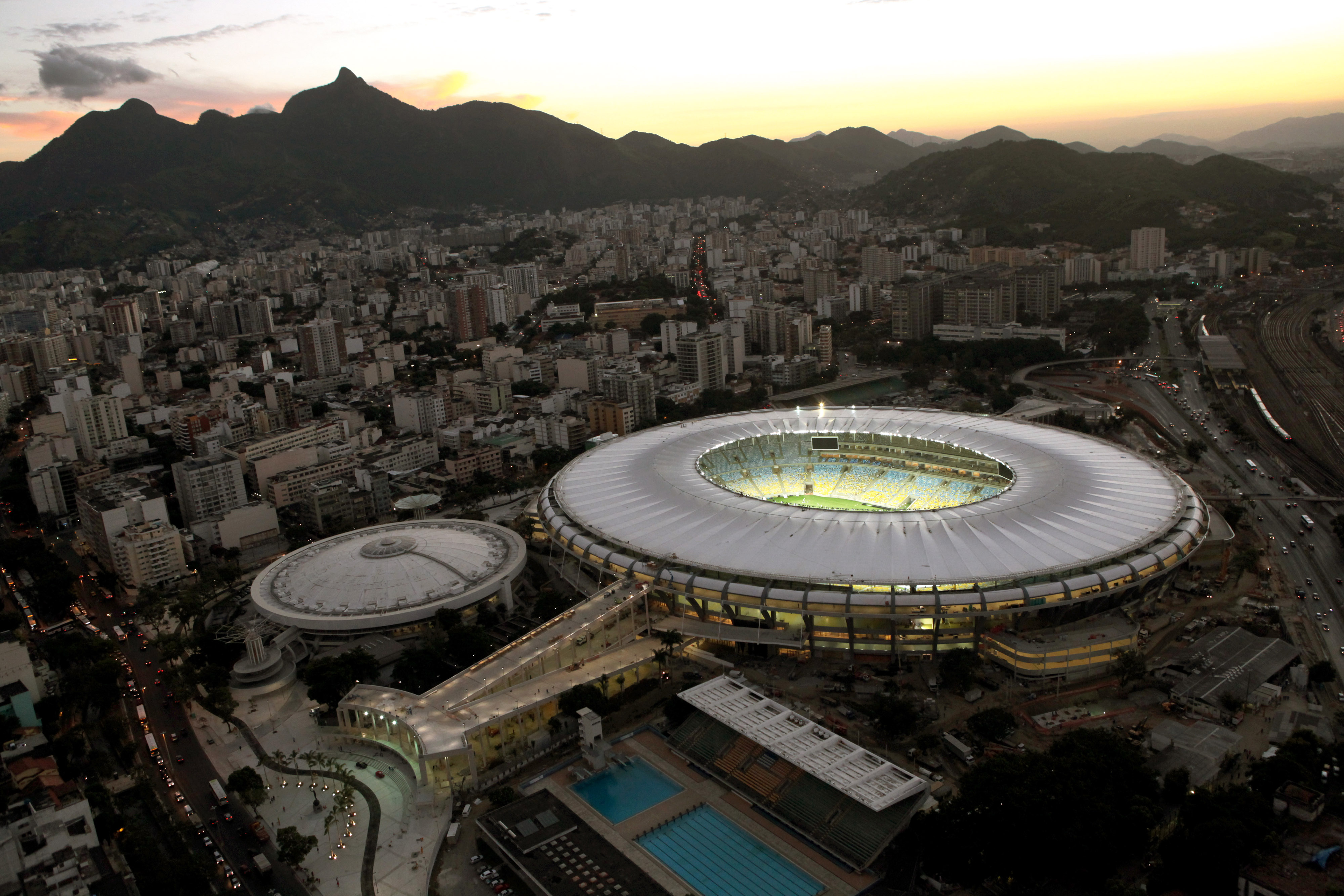
Estadio de Maracaná, sede de la final de la Copa Mundial de Fútbol de 2014.

La selección brasileña no tiene un estadio nacional de origen al igual que muchos otros equipos y selecciones nacionales. Por tal motivo la selección brasileña juega sus partidos amistosos y clasificatorios en diferentes escenarios. Entre estos se encuentran el mítico Estadio de Maracaná que fue sede de la Copa Mundial de Fútbol de 1950 celebrada en Brasil. El estadio Olímpico João Havelange donde la selección brasileña disputó partidos de eliminatorias para el Mundial de 2010. Los estadios Morumbi, Mineirão, Beira-Rio, Mané Garrincha entre otros, son utilizados igualmente por la selección. Sin embargo, la selección brasileña disputó encuentros oficiales para las eliminatorias del mundial de fútbol Alemania 2006 en estadios más pequeños como el estadio Vivaldo Lima en Manaos, el estadio Pinheirao en Curitiba, el estadio Rey Pelé en Maceió, el estadio Serra Dorada en Goiânia y el estadio Mangueirão en Belém.

## Jugadores
En la selección de Brasil han jugado futbolistas que figuran entre los mejores de la historia. Se destacan: Ademir, Bebeto, Cafú, Careca, Carlos Alberto, Cláudio Taffarel, Didí, Djalma, Falcão, Garrincha, Jairzinho, Júnior, Kaká, Neymar, Pelé, Rivaldo, Rivelino, Roberto Carlos, Romário, Ronaldinho, Ronaldo, Sócrates, Tostão y Zico.[cita requerida] Jugadores como Domingos da Guia y Leônidas tienen menciones honoríficas en el Museo de Fútbol Brasileño, en la sección de Héroes.
En cuanto al número de títulos en Copas mundiales, Pelé cuenta con tres copas mundiales (1958, 1962 y 1970), convirtiéndolo como el único jugador que ha sido tricampeón mundial con su respectiva selección. Ronaldo Nazario y Cafú son sus perseguidores con dos campeonatos ganados en 1994 y 2002, además de ser los futbolistas brasileños con más participaciones en el mundial con cuatro y los únicos en disputar 3 finales consecutivas (1994, 1998 y 2002).
Neymar es el máximo goleador histórico de la «scrath de oro» con 79 anotaciones. 

### Última convocatoria
Actualizado el 10 de mayo de 2024
Lista de los 26 jugadores convocados para disputar la Copa América 2024.
| N.º | Nombre             | Posición      | Edad    | PJ | Goles | Club                          |
| --- | ------------------ | ------------- | ------- | -- | ----- | ----------------------------- |
| 1   | Alisson            | Portero       | 32 años | 65 | 0     | Liverpool F. C.               |
| 12  | Bento              | Portero       | 26 años | 2  | 0     | C.A. Paranaense               |
| 22  | Rafael             | Portero       | 36 años | 0  | 0     | São Paulo                     |
| 2   | Danilo             | Defensa       | 34 años | 57 | 1     | Juventus F. C.                |
| 4   | Marquinhos         | Defensa       | 31 años | 85 | 7     | Paris Saint-Germain F. C.     |
| 3   | Éder Militão       | Defensa       | 27 años | 31 | 2     | Real Madrid C. F.             |
| 6   | Wendell            | Defensa       | 32 años | 3  | 0     | F. C. Porto                   |
| 13  | Yan Couto          | Defensa       | 23 años | 4  | 0     | Girona F. C.                  |
| 14  | Gabriel Magalhães  | Defensa       | 27 años | 6  | 1     | Arsenal F. C.                 |
| 16  | Guilherme Arana    | Defensa       | 28 años | 7  | 0     | C.A. Mineiro                  |
| 25  | Bremer             | Defensa       | 28 años | 5  | 0     | Juventus                      |
| 5   | Bruno Guimarães    | Mediocampista | 27 años | 22 | 1     | Newcastle United F. C.        |
| 8   | Lucas Paquetá      | Mediocampista | 27 años | 46 | 10    | West Ham United F. C.         |
| 15  | João Gomes         | Mediocampista | 24 años | 4  | 0     | Wolverhampton Wanderers F. C. |
| 17  | Lucas Beraldo      | Mediocampista | 21 años | 3  | 0     | Paris Saint-Germain F. C.     |
| 18  | Douglas Luiz       | Mediocampista | 27 años | 15 | 0     | Aston Villa F. C.             |
| 19  | Andreas Pereira    | Mediocampista | 29 años | 5  | 1     | Fulham F. C.                  |
| 24  | Éderson            | Mediocampista | 27 años | 1  | 0     | Atalanta                      |
| 7   | Vinícius Júnior    | Delantero     | 25 años | 30 | 3     | Real Madrid C. F.             |
| 9   | Endrick            | Delantero     | 19 años | 6  | 3     | Real Madrid C. F.             |
| 10  | Rodrygo            | Delantero     | 24 años | 23 | 6     | Real Madrid C. F.             |
| 11  | Raphinha           | Delantero     | 28 años | 23 | 6     | F. C. Barcelona               |
| 20  | Sávio              | Delantero     | 21 años | 3  | 0     | Manchester City               |
| 21  | Evanilson          | Delantero     | 25 años | 1  | 0     | F. C. Oporto                  |
| 22  | Gabriel Martinelli | Delantero     | 24 años | 11 | 2     | Arsenal F. C.                 |
| 26  | Pepê               | Delantero     | 28 años | 2  | 0     | F. C. Oporto                  |

### Máximos goleadores

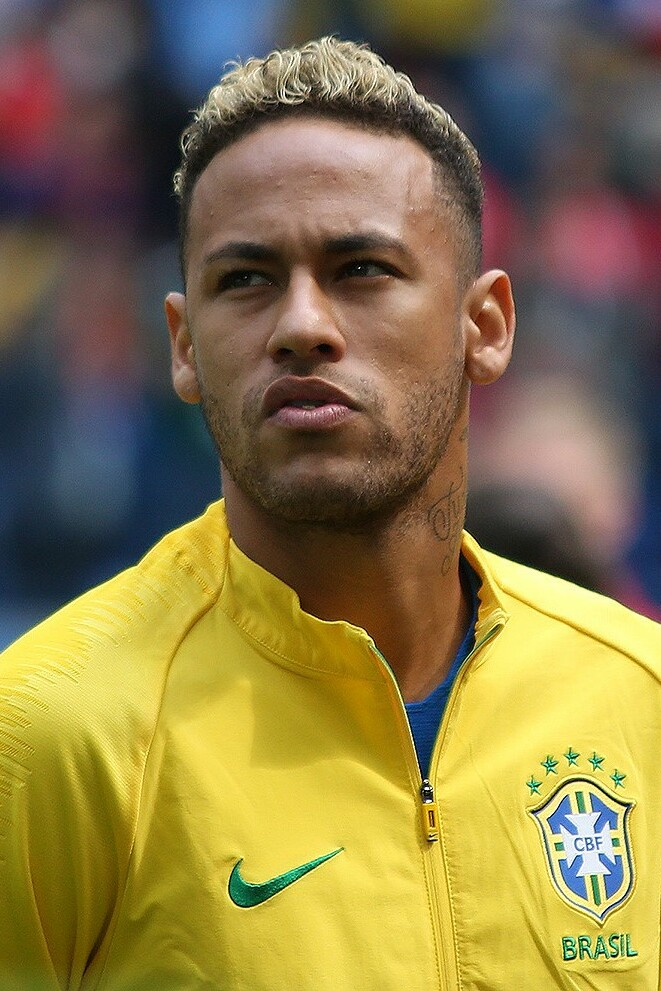
Neymar es el jugador con la mayor cantidad de goles en la historia de la selección brasileña

Los jugadores con más goles con la camiseta verdeamarela:
| N.º  | Jugador    | Período       | Goles | Partidos | Promedio | Títulos                                            |
| ---- | ---------- | ------------- | ----- | -------- | -------- | -------------------------------------------------- |
| 1º   | Neymar     | 2010-presente | 79    | 128      | 0.62     | Confederaciones 2013                               |
| 2º   | Pelé       | 1956-1971     | 77    | 92       | 0.84     | Mundial 1958 · Mundial 1962 · Mundial 1970         |
| 3º   | Ronaldo    | 1994-2011     | 62    | 98       | 0.63     | Mundial 1994 · Mundial 2002 · Confederaciones 1997 |
| 4º   | Romário    | 1987-2005     | 56    | 70       | 0.80     | Mundial 1994 · Confederaciones 1997                |
| 5º   | Zico       | 1976-1986     | 48    | 71       | 0.68     |                                                    |
| 6.º  | Bebeto     | 1985-1998     | 40    | 77       | 0.52     | Mundial 1994 · Confederaciones 1997                |
| 7.º  | Rivaldo    | 1993-2003     | 35    | 76       | 0.47     | Mundial 2002 · Confederaciones 1997                |
| 7.º  | Ronaldinho | 1999-2013     | 35    | 102      | 0.34     | Mundial 2002 · Confederaciones 2005                |
| 7.º  | Jairzinho  | 1964-1974     | 35    | 82       | 0.41     | Mundial 1970                                       |
| 10.º | Ademir     | 1945-1953     | 32    | 39       | 0.82     |                                                    |
| 10.º | Tostão     | 1966-1972     | 32    | 55       | 0.59     | Mundial 1970                                       |

#### Goleadores en mundiales

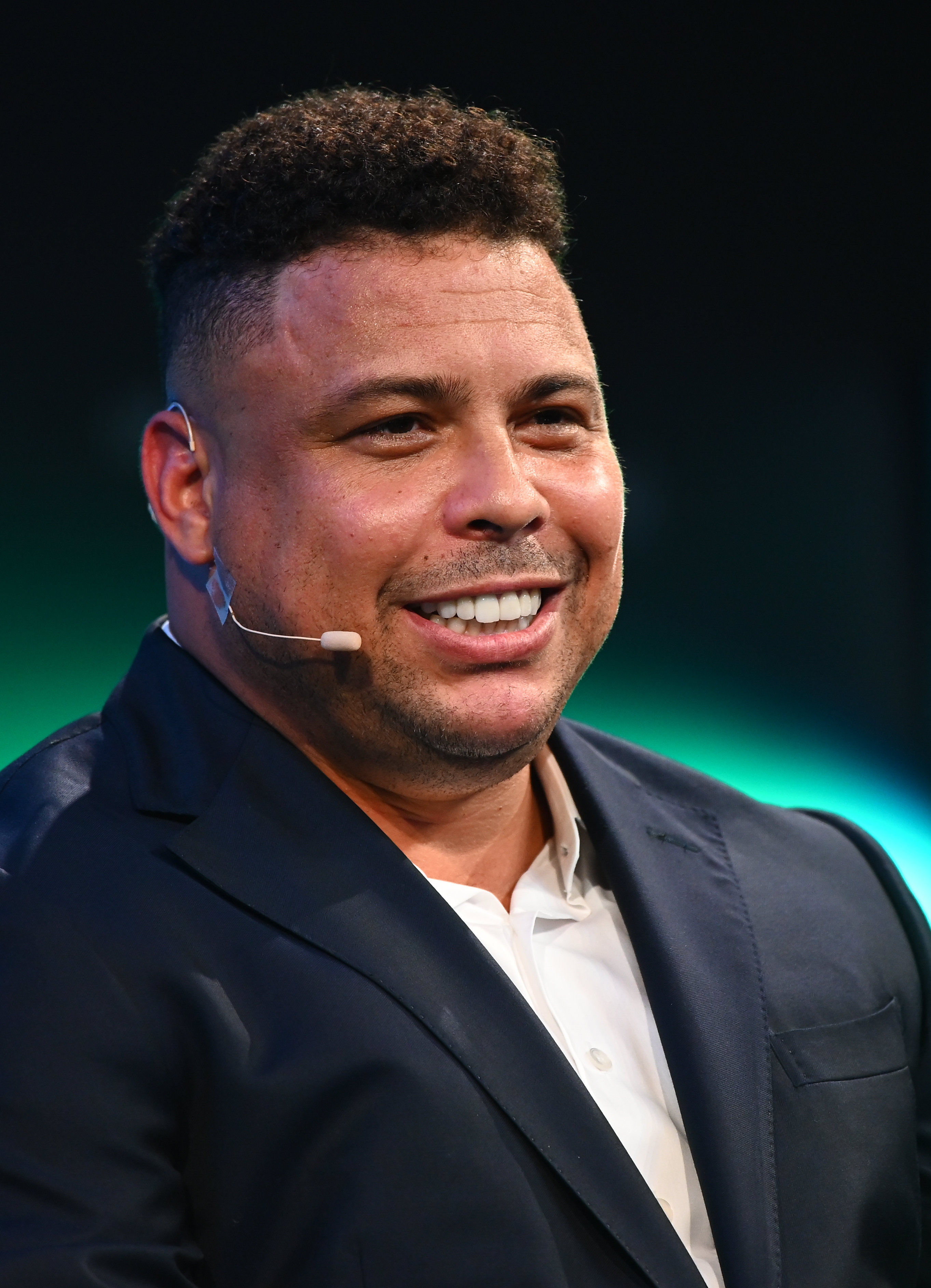
Ronaldo, campeón del mundo en 1994 y 2002.

| #         | Jugador           | Goles | Partidos          | Mundiales                |
| --------- | ----------------- | ----- | ----------------- | ------------------------ |
| 1°        | Ronaldo           | 15    | 19                | 1994, 1998, 2002, 2006   |
| 2°        | Pelé              | 12    | 14                | 1958 y 1962, 1966 y 1970 |
| 3°        |                   |       |                   |                          |
| Vavá      | 9                 | 10    | 1958 y 1962       |                          |
| Jairzinho | 9                 | 16    | 1966, 1970 y 1974 |                          |
| 4°        | Leônidas da Silva | 8     | 5                 | 1934 y 1938              |
| 4°        | Ademir Marques    | 8     | 6                 | 1950                     |
| 4°        | Neymar            | 8     | 13                | 2014, 2018 y 2022        |
| 4°        | Rivaldo           | 8     | 13                | 1998 y 2002              |

### Jugadores con más presencias

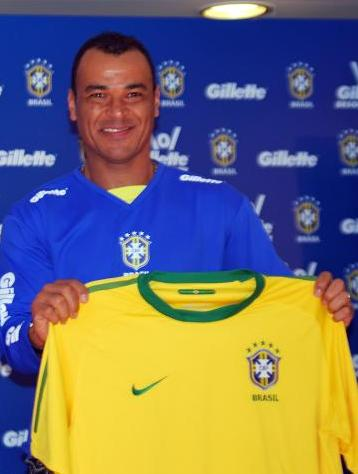
Cafu es el jugador con la mayor cantidad de presencias en la historia de la selección brasileña (142).

Lista actualizada en junio de 2024:
| N.º | Jugador          | Período       | Partidos | Goles | Títulos                                                    |
| --- | ---------------- | ------------- | -------- | ----- | ---------------------------------------------------------- |
| 1.º | Cafú             | 1990-2006     | 143      | 5     | Mundial 1994 · Mundial 2002 · Confederaciones 1997         |
| 2º  | Neymar           | 2010-presente | 128      | 79    | Confederaciones 2013                                       |
| 3.º | Roberto Carlos   | 1992-2006     | 127      | 11    | Mundial 1994 · Mundial 2002 · Confederaciones 1997         |
| 4.º | Dani Alves       | 2006-2022     | 126      | 8     | Confederaciones 2009 · Confederaciones 2013                |
| 5º  | Thiago Silva     | 2008-2022     | 113      | 7     |                                                            |
| 6.º | Lúcio            | 2000-2011     | 105      | 4     | Mundial 2002 · Confederaciones 2005 · Confederaciones 2009 |
| 7.º | Ronaldinho       | 1999-2013     | 102      | 35    | Mundial 2002 · Confederaciones 2005                        |
| 8.º | Cláudio Taffarel | 1988-1998     | 102      | 0     | Mundial 1994                                               |
| 9º  | Robinho          | 2003-2017     | 100      | 30    | Confederaciones 2005 · Confederaciones 2009                |
| 10° | Ronaldo          | 1994-2011     | 98       | 62    | Mundial 1994 · Mundial 2002 · Confederaciones 1997         |

### Jugadores con más participaciones en mundiales
- Cuatro participaciones: Carlos José Castilho, Nílton Santos, Djalma Santos, Pelé, Leao, Cafú, Ronaldo, Thiago Silva.
- Tres participaciones: Didí, Mauro Ramos, Bellini, Gilmar, Garrincha, Zico, Jairzinho, Edu, Rivelino, Dirceu, Valdir Peres, José Oscar Bernardi, Edinho, Carlos Roberto Gallo, Müller, Branco, Taffarel, Dunga, Aldair, Bebeto, Roberto Carlos, Dida, Kaká, Julio César, Gilberto Silva, Lúcio, Dani Alves, Neymar.

## Entrenadores
A lo largo de la historia, la selección brasileña ha sido dirigida por treinta seleccionadores distintos. Cinco de ellos han llevado a Brasil a ganar la Copa Mundial de Fútbol: Vicente Feola en 1958, Aymoré Moreira en 1962, Mário Zagallo en 1970, Carlos Alberto Parreira en 1994 y Luiz Felipe Scolari en 2002.
Mário Zagallo es una de las principales figuras del fútbol brasileño. Apodado como el profesor, él formó parte con la selección campeona en México 1970 el primer técnico en ganar la Copa del Mundo después de haberla obtenido anteriormente como jugador, en este caso en 1958 y 1962. Una estatua se elevó a él cerca del Estadio de Maracaná. Posee el récord de más partidos dirigidos con un total de 126, en tres distintos períodos: en 1967-1968, entre 1970 y 1974 y luego entre 1994 y 1998. En 1994, durante el cuarto título brasileño, como ayudante de Carlos Alberto Parreira, y luego regresó a su lado como director técnico de 2003 a 2006, después se retiró del fútbol. Además de las Copas del Mundo de 1970 y 1994, ganó la Copa América y la Copa FIFA Confederaciones en 1997.
Carlos Alberto Parreira también ha experimentado tres mandatos al frente de Brasil, 1983-1984, de 1992 a 1994 y de 2003 a 2006. Campeón del mundo en 1994, es famoso por haber dirigido en seis ediciones de la Copa del Mundo como entrenador con un récord: dos veces con Brasil en 1994 y 2006, pero también con Kuwait en 1982, los Emiratos Árabes Unidos en 1990, Arabia Saudita en 1998 y Sudáfrica en 2010. Además de la Copa Mundial de 1994, ganó con Brasil la Copa América 2004.
En 2024, luego del despido de Tite, los técnicos fueron Ramon Menezes (interino) y luego Fernando Diniz, quien ocupó el cargo de forma interina hasta 2024. Luego asumió Dorival Júnior, quien fue despedido.

## Estadísticas
| Competición                                  | PJ  | PG  | PE  | PP  | GF   | GC  | Dif.  |
| -------------------------------------------- | --- | --- | --- | --- | ---- | --- | ----- |
| Copa Mundial de Fútbol                       | 114 | 76  | 19  | 19  | 237  | 108 | +129  |
| Copa FIFA Confederaciones                    | 33  | 23  | 5   | 5   | 78   | 28  | +50   |
| Copa América                                 | 195 | 109 | 41  | 45  | 435  | 206 | +229  |
| Clasificación para la Copa Mundial de Fútbol | 133 | 84  | 34  | 15  | 288  | 82  | +206  |
| Campeonato Panamericano                      | 16  | 11  | 3   | 2   | 38   | 15  | +23   |
| Copa de Oro de la CONCACAF                   | 14  | 8   | 2   | 4   | 22   | 9   | +13   |
| Total oficiales                              | 501 | 310 | 101 | 90  | 1093 | 446 | +647  |
| Total amistosos                              | 487 | 314 | 102 | 71  | 1076 | 446 | +630  |
| Total                                        | 988 | 624 | 203 | 161 | 2169 | 892 | +1277 |

### Copa Mundial de Fútbol
Brasil es el único seleccionado que se ha clasificado a todas las Copas Mundiales de Fútbol, incluso sin necesidad de una repesca de clasificación. Con cinco títulos, Brasil ha ganado el torneo en más ocasiones que ninguna otra selección.
| Edición | Resultado        | Posición      | PJ            | PG            | PE            | PP            | GF            | GC            | Dif.          | Pts.          | Rend.         | Goleador                        |
| ------- | ---------------- | ------------- | ------------- | ------------- | ------------- | ------------- | ------------- | ------------- | ------------- | ------------- | ------------- | ------------------------------- |
| 1930    | Fase de grupos   | 6.º           | 2             | 1             | 0             | 1             | 5             | 2             | 3             | 2             | 50 %          | Preguinho: 3                    |
| 1934    | Octavos de final | 14.º          | 1             | 0             | 0             | 1             | 1             | 3             | –2            | 0             | 0 %           | Leônidas: 1                     |
| 1938    | Tercer puesto    | 3.º           | 5             | 3             | 1             | 1             | 14            | 11            | 3             | 7             | 70 %          | Leônidas: 7                     |
| 1950    | Subcampeón       | 2.º           | 6             | 4             | 1             | 1             | 22            | 6             | 16            | 9             | 75 %          | Ademir: 8                       |
| 1954    | Cuartos de final | 6.º           | 3             | 1             | 1             | 1             | 8             | 5             | 3             | 3             | 50 %          | Didí, Julinho y Pinga: 2        |
| 1958    | Campeón          | 1.º           | 6             | 5             | 1             | 0             | 16            | 4             | 12            | 11            | 91.6 %        | Pelé: 6                         |
| 1962    | Campeón          | 1.º           | 6             | 5             | 1             | 0             | 14            | 5             | 9             | 11            | 91.6 %        | Garrincha y Vavá: 4             |
| 1966    | Fase de grupos   | 11.º          | 3             | 1             | 0             | 2             | 4             | 6             | –2            | 2             | 33.3 %        | Garrincha, Pelé, Rildo y Tostão |
| 1970    | Campeón          | 1.º           | 6             | 6             | 0             | 0             | 19            | 7             | 12            | 12            | 100 %         | Jairzinho: 7                    |
| 1974    | Cuarto puesto    | 4.º           | 7             | 3             | 2             | 2             | 6             | 4             | 2             | 8             | 57.1 %        | Rivelino: 3                     |
| 1978    | Tercer puesto    | 3.º           | 7             | 4             | 3             | 0             | 10            | 3             | 7             | 11            | 78.5 %        | Dinamite, Dirceu: 3             |
| 1982    | Segunda fase     | 5.º           | 5             | 4             | 0             | 1             | 15            | 6             | 9             | 8             | 80 %          | Zico: 4                         |
| 1986    | Cuartos de final | 5.º           | 5             | 4             | 1             | 0             | 10            | 1             | 9             | 9             | 90 %          | Careca: 5                       |
| 1990    | Octavos de final | 9.º           | 4             | 3             | 0             | 1             | 4             | 2             | 2             | 6             | 75 %          | Careca y Müller: 2              |
| 1994    | Campeón          | 1.º           | 7             | 5             | 2             | 0             | 11            | 3             | 8             | 17            | 85.7 %        | Romário: 5                      |
| 1998    | Subcampeón       | 2.º           | 7             | 4             | 1             | 2             | 14            | 10            | 4             | 13            | 61.9 %        | Ronaldo: 4                      |
| 2002    | Campeón          | 1.º           | 7             | 7             | 0             | 0             | 18            | 4             | 14            | 21            | 100 %         | Ronaldo: 8                      |
| 2006    | Cuartos de final | 5.º           | 5             | 4             | 0             | 1             | 10            | 2             | 8             | 12            | 80 %          | Ronaldo: 3                      |
| 2010    | Cuartos de final | 6.º           | 5             | 3             | 1             | 1             | 9             | 4             | 5             | 10            | 66.6 %        | Luís Fabiano: 3                 |
| 2014    | Cuarto puesto    | 4.º           | 7             | 3             | 2             | 2             | 11            | 14            | –3            | 11            | 52.3 %        | Neymar: 4                       |
| 2018    | Cuartos de final | 6.º           | 5             | 3             | 1             | 1             | 8             | 3             | 5             | 10            | 66.6 %        | Coutinho y Neymar: 2            |
| 2022    | Cuartos de final | 7.°           | 5             | 3             | 1             | 1             | 8             | 3             | 5             | 10            | 66.6 %        | Richarlison: 3                  |
| 2026    | Clasificado      | Clasificado   | Clasificado   | Clasificado   | Clasificado   | Clasificado   | Clasificado   | Clasificado   | Clasificado   | Clasificado   | Clasificado   | Clasificado                     |
| 2030    | Por definirse    | Por definirse | Por definirse | Por definirse | Por definirse | Por definirse | Por definirse | Por definirse | Por definirse | Por definirse | Por definirse | Por definirse                   |
| Total   | 23/23            | 1°            | 114           | 76            | 19            | 19            | 237           | 108           | 129           | 203           | 77 %          | Ronaldo: 15                     |

### Copa FIFA Confederaciones
| Edición | Resultado      | Posición     | PJ           | PG           | PE           | PP           | GF           | GC           | Dif.         | Pts.         | Rend.        | Goleador                   |
| ------- | -------------- | ------------ | ------------ | ------------ | ------------ | ------------ | ------------ | ------------ | ------------ | ------------ | ------------ | -------------------------- |
| 1992    | No participó   | No participó | No participó | No participó | No participó | No participó | No participó | No participó | No participó | No participó | No participó | No participó               |
| 1995    | No participó   | No participó | No participó | No participó | No participó | No participó | No participó | No participó | No participó | No participó | No participó | No participó               |
| 1997    | Campeón        | 1.º          | 5            | 4            | 1            | 0            | 14           | 2            | 12           | 13           | 86.6 %       | Romário: 7                 |
| 1999    | Subcampeón     | 2.º          | 5            | 4            | 0            | 1            | 18           | 6            | 12           | 12           | 80 %         | Ronaldinho: 6              |
| 2001    | Cuarto puesto  | 4.º          | 5            | 1            | 2            | 2            | 3            | 3            | 0            | 5            | 33.3 %       | Washington, Miguel y Ramon |
| 2003    | Fase de grupos | 5.º          | 3            | 1            | 1            | 1            | 3            | 3            | 0            | 4            | 44.4 %       | Adriano: 2                 |
| 2005    | Campeón        | 1.º          | 5            | 3            | 1            | 1            | 12           | 6            | 6            | 10           | 66.6 %       | Adriano: 5                 |
| 2009    | Campeón        | 1.º          | 5            | 5            | 0            | 0            | 14           | 5            | 9            | 15           | 100 %        | Luís Fabiano: 5            |
| 2013    | Campeón        | 1.º          | 5            | 5            | 0            | 0            | 14           | 3            | 11           | 15           | 100 %        | Fred: 5                    |
| 2017    | No clasificó   | No clasificó | No clasificó | No clasificó | No clasificó | No clasificó | No clasificó | No clasificó | No clasificó | No clasificó | No clasificó | No clasificó               |
| Total   | 7/10           | 1°           | 33           | 23           | 5            | 5            | 78           | 28           | 50           | 74           | 74%          | Ronaldinho: 9              |

### Clasificación para la Copa Mundial
| Edición | Resultado        | Posición         | PJ               | PG               | PE               | PP               | GF               | GC               | Dif.             | Pts.             | Rend.            | Goleador             |
| ------- | ---------------- | ---------------- | ---------------- | ---------------- | ---------------- | ---------------- | ---------------- | ---------------- | ---------------- | ---------------- | ---------------- | -------------------- |
| 1954    | Clasificado      | 1.º              | 4                | 4                | 0                | 0                | 8                | 1                | 7                | 8                | 100 %            | Baltazar: 5          |
| 1958    | Clasificado      | 3.º              | 2                | 1                | 1                | 0                | 2                | 1                | 1                | 3                | 75 %             | Índio y Didí         |
| 1962    | Campeón defensor | Campeón defensor | Campeón defensor | Campeón defensor | Campeón defensor | Campeón defensor | Campeón defensor | Campeón defensor | Campeón defensor | Campeón defensor | Campeón defensor | Campeón defensor     |
| 1966    | Campeón defensor | Campeón defensor | Campeón defensor | Campeón defensor | Campeón defensor | Campeón defensor | Campeón defensor | Campeón defensor | Campeón defensor | Campeón defensor | Campeón defensor | Campeón defensor     |
| 1970    | Clasificado      | 1.º              | 6                | 6                | 0                | 0                | 23               | 2                | 21               | 12               | 100 %            | Tostão: 10           |
| 1974    | Campeón defensor | Campeón defensor | Campeón defensor | Campeón defensor | Campeón defensor | Campeón defensor | Campeón defensor | Campeón defensor | Campeón defensor | Campeón defensor | Campeón defensor | Campeón defensor     |
| 1978    | Clasificado      | 1.º              | 6                | 4                | 2                | 0                | 17               | 1                | 16               | 10               | 83.33 %          | Zico: 5              |
| 1982    | Clasificado      | 1.º              | 4                | 4                | 0                | 0                | 11               | 2                | 9                | 8                | 100 %            | Zico: 5              |
| 1986    | Clasificado      | 2.º              | 4                | 2                | 2                | 0                | 6                | 2                | 4                | 6                | 75 %             | Casagrande: 2        |
| 1990    | Clasificado      | 1.º              | 4                | 3                | 1                | 0                | 13               | 1                | 12               | 7                | 87.5 %           | Careca: 5            |
| 1994    | Clasificado      | 2.º              | 8                | 5                | 2                | 1                | 20               | 4                | 16               | 12               | 75 %             | Bebeto: 5            |
| 1998    | Campeón defensor | Campeón defensor | Campeón defensor | Campeón defensor | Campeón defensor | Campeón defensor | Campeón defensor | Campeón defensor | Campeón defensor | Campeón defensor | Campeón defensor | Campeón defensor     |
| 2002    | Clasificado      | 3.º              | 18               | 9                | 3                | 6                | 33               | 17               | 16               | 30               | 55.56 %          | Romário y Rivaldo: 8 |
| 2006    | Clasificado      | 1.º              | 18               | 9                | 7                | 2                | 35               | 17               | 18               | 34               | 62.96 %          | Ronaldo: 10          |
| 2010    | Clasificado      | 1.º              | 18               | 9                | 7                | 2                | 33               | 11               | 22               | 34               | 62.96 %          | Luis Fabiano: 9      |
| 2014    | Anfitrión        | Anfitrión        | Anfitrión        | Anfitrión        | Anfitrión        | Anfitrión        | Anfitrión        | Anfitrión        | Anfitrión        | Anfitrión        | Anfitrión        | Anfitrión            |
| 2018    | Clasificado      | 1.º              | 18               | 12               | 5                | 1                | 41               | 11               | 30               | 41               | 75.93 %          | Gabriel Jesus: 7     |
| 2022    | Clasificado      | 1.º              | 17               | 14               | 3                | 0                | 40               | 5                | 35               | 45               | 88.24 %          | Neymar: 8            |
| 2026    | Clasificado      | 3.º              | 16               | 7                | 4                | 5                | 21               | 16               | 5                | 25               | 52.08 %          | Raphinha: 5          |
| Total   | 14/14            | 1.º              | 129              | 83               | 34               | 12               | 283              | 75               | 208              | 254              | 65.63 %          | Neymar: 16           |

### Copa América
| Edición | Resultado        | Posición     | PJ           | PG           | PE           | PP           | GF           | GC           | Dif.         | Pts.         | Rend.        | Goleador                                  |
| ------- | ---------------- | ------------ | ------------ | ------------ | ------------ | ------------ | ------------ | ------------ | ------------ | ------------ | ------------ | ----------------------------------------- |
| 1916    | Tercer puesto    | 3.º          | 3            | 0            | 2            | 1            | 3            | 4            | –1           | 2            | 33.3 %       | Arthur, Syllos y Manoel                   |
| 1917    | Tercer puesto    | 3.º          | 3            | 1            | 0            | 2            | 7            | 8            | –1           | 2            | 33.3 %       | Haroldo y Nunes: 2                        |
| 1919    | Campeón          | 1.º          | 3            | 2            | 1            | 0            | 11           | 3            | 8            | 5            | 83.3 %       | Arthur y Nunes: 4                         |
| 1920    | Tercer puesto    | 3.º          | 3            | 1            | 0            | 2            | 1            | 8            | –7           | 2            | 33.3 %       | Ismael Alvariza                           |
| 1921    | Subcampeón       | 2.º          | 3            | 1            | 0            | 2            | 4            | 3            | 1            | 2            | 33.3 %       | Machado: 2                                |
| 1922    | Campeón          | 1.º          | 5            | 2            | 3            | 0            | 7            | 2            | 5            | 7            | 70 %         | Amílcar, Formiga y Nunes: 2               |
| 1923    | Cuarto puesto    | 4.º          | 3            | 0            | 0            | 3            | 2            | 5            | –3           | 0            | 0 %          | Nilo: 2                                   |
| 1924    | No participó     | No participó | No participó | No participó | No participó | No participó | No participó | No participó | No participó | No participó | No participó | No participó                              |
| 1925    | Subcampeón       | 2.º          | 4            | 2            | 1            | 1            | 11           | 9            | 2            | 5            | 62.5 %       | Lagarto, Nilo: 4                          |
| 1926    | No participó     | No participó | No participó | No participó | No participó | No participó | No participó | No participó | No participó | No participó | No participó | No participó                              |
| 1927    | No participó     | No participó | No participó | No participó | No participó | No participó | No participó | No participó | No participó | No participó | No participó | No participó                              |
| 1929    | No participó     | No participó | No participó | No participó | No participó | No participó | No participó | No participó | No participó | No participó | No participó | No participó                              |
| 1935    | No participó     | No participó | No participó | No participó | No participó | No participó | No participó | No participó | No participó | No participó | No participó | No participó                              |
| 1937    | Subcampeón       | 2.º          | 6            | 4            | 0            | 2            | 17           | 11           | 6            | 8            | 66.6 %       | Luisinho y Patesko: 4                     |
| 1939    | No participó     | No participó | No participó | No participó | No participó | No participó | No participó | No participó | No participó | No participó | No participó | No participó                              |
| 1941    | No participó     | No participó | No participó | No participó | No participó | No participó | No participó | No participó | No participó | No participó | No participó | No participó                              |
| 1942    | Tercer puesto    | 3-º          | 6            | 3            | 1            | 2            | 15           | 7            | 8            | 7            | 58.3 %       | Sylvio Pirillo: 6                         |
| 1945    | Subcampeón       | 2.º          | 6            | 5            | 0            | 1            | 19           | 5            | 14           | 10           | 83.3 %       | Heleno: 6                                 |
| 1946    | Subcampeón       | 2.º          | 5            | 3            | 1            | 1            | 13           | 7            | 6            | 7            | 70 %         | Zizinho: 5                                |
| 1947    | No participó     | No participó | No participó | No participó | No participó | No participó | No participó | No participó | No participó | No participó | No participó | No participó                              |
| 1949    | Campeón          | 1.º          | 8            | 7            | 0            | 1            | 46           | 7            | 39           | 14           | 87.5 %       | Jair Rosa Pinto: 9                        |
| 1953    | Subcampeón       | 2.º          | 7            | 4            | 0            | 3            | 17           | 9            | 8            | 8            | 57.1 %       | Julinho: 5                                |
| 1955    | No participó     | No participó | No participó | No participó | No participó | No participó | No participó | No participó | No participó | No participó | No participó | No participó                              |
| 1956    | Cuarto puesto    | 4.º          | 5            | 2            | 2            | 1            | 4            | 5            | –1           | 6            | 60 %         | Álvaro, Luizinho, Maurinho y Zezinho      |
| 1957    | Subcampeón       | 2.º          | 6            | 4            | 0            | 2            | 23           | 9            | 12           | 8            | 66.6%        | Didí y Evaristo: 8                        |
| 1959    | Subcampeón       | 2.º          | 6            | 4            | 2            | 0            | 17           | 7            | 10           | 10           | 83.3 %       | Pelé: 8                                   |
| 1959    | Tercer puesto    | 3.º          | 4            | 2            | 0            | 2            | 7            | 10           | –3           | 4            | 50 %         | Paulo: 4                                  |
| 1963    | Cuarto puesto    | 4.º          | 6            | 2            | 1            | 3            | 12           | 13           | –1           | 5            | 41.6 %       | Flávio: 5                                 |
| 1967    | No participó     | No participó | No participó | No participó | No participó | No participó | No participó | No participó | No participó | No participó | No participó | No participó                              |
| 1975    | Semifinal        | 3.º          | 6            | 5            | 0            | 1            | 16           | 4            | 12           | 10           | 83.3 %       | Batata, Danival, Nelinho y Palhinha: 3    |
| 1979    | Cuarto puesto    | 4.º          | 6            | 2            | 2            | 2            | 10           | 9            | 1            | 6            | 50 %         | Sócrates: 3                               |
| 1983    | Subcampeón       | 2.º          | 8            | 2            | 4            | 2            | 8            | 5            | 3            | 8            | 50 %         | Roberto Dinamite: 3                       |
| 1987    | Primera fase     | 5.º          | 2            | 1            | 0            | 1            | 5            | 4            | 1            | 2            | 50 %         | Edú, Careca, Nelsinho y Romário           |
| 1989    | Campeón          | 1.º          | 7            | 5            | 2            | 0            | 11           | 1            | 10           | 12           | 85.7 %       | Bebeto: 6                                 |
| 1991    | Subcampeón       | 2.º          | 7            | 4            | 1            | 2            | 12           | 8            | 4            | 9            | 64.2 %       | Branco: 3                                 |
| 1993    | Cuartos de final | 5.º          | 4            | 1            | 2            | 1            | 6            | 4            | 2            | 4            | 50 %         | Palinha: 3                                |
| 1995    | Subcampeón       | 2.º          | 6            | 4            | 2            | 0            | 10           | 3            | 7            | 14           | 77.7 %       | Túlio: 3                                  |
| 1997    | Campeón          | 1.º          | 6            | 6            | 0            | 0            | 22           | 3            | 19           | 18           | 100 %        | Ronaldo: 5                                |
| 1999    | Campeón          | 1.º          | 6            | 6            | 0            | 0            | 17           | 2            | 15           | 18           | 100 %        | Ronaldo y Rivaldo: 5                      |
| 2001    | Cuartos de final | 6.º          | 4            | 2            | 0            | 2            | 5            | 4            | 1            | 6            | 50 %         | Denílson: 2                               |
| 2004    | Campeón          | 1.º          | 6            | 3            | 2            | 1            | 13           | 6            | 7            | 11           | 61.11 %      | Adriano: 7                                |
| 2007    | Campeón          | 1.º          | 6            | 4            | 1            | 1            | 15           | 5            | 10           | 13           | 72.2 %       | Robinho: 6                                |
| 2011    | Cuartos de final | 8.º          | 4            | 1            | 3            | 0            | 6            | 4            | 2            | 6            | 50 %         | Neymar y Pato: 2                          |
| 2015    | Cuartos de final | 5.º          | 4            | 2            | 1            | 1            | 5            | 4            | 1            | 7            | 58.33 %      | Neymar, Douglas, Robinho, Silva y Firmino |
| 2016    | Fase de grupos   | 9.º          | 3            | 1            | 1            | 1            | 7            | 2            | 5            | 4            | 44.44 %      | Philippe Coutinho: 3                      |
| 2019    | Campeón          | 1.º          | 6            | 4            | 2            | 0            | 13           | 1            | 12           | 14           | 77.7 %       | Everton: 3                                |
| 2021    | Subcampeón       | 2.º          | 7            | 5            | 1            | 1            | 12           | 3            | 9            | 16           | 76.2 %       | Lucas Paquetá y Neymar: 2                 |
| 2024    | Cuartos de final | 6.°          | 4            | 1            | 3            | 0            | 5            | 2            | 3            | 6            | 50%          | Vinícius Júnior: 2                        |
| Total   | 38/48            | 3.º          | 195          | 109          | 41           | 45           | 435          | 206          | 229          | 368          | 62 %         | Zizinho: 17                               |

### Campeonato Panamericano
| Edición | Resultado  | Posición | PJ | PG | PE | PP | GF | GC | Dif. | Pts. | Rend.  | Goleador                     |
| ------- | ---------- | -------- | -- | -- | -- | -- | -- | -- | ---- | ---- | ------ | ---------------------------- |
| 1952    | Campeón    | 1.º      | 5  | 4  | 1  | 0  | 14 | 2  | 12   | 9    | 90 %   | Ademir: 4                    |
| 1956    | Campeón    | 1.º      | 5  | 4  | 1  | 0  | 14 | 5  | 9    | 9    | 90 %   | Chinesinho, Larry: 4         |
| 1960    | Subcampeón | 2.º      | 6  | 3  | 1  | 2  | 10 | 8  | 2    | 7    | 58.3 % | Élton y Juárez: 3            |
| Total   | 3/3        | 1.º      | 16 | 11 | 3  | 2  | 38 | 15 | 23   | 25   | 78 %   | Ademir, Chinesinho, Larry: 4 |

### Copa Oro
| Edición   | Resultado     | Posición     | PJ           | PG           | PE           | PP           | GF           | GC           | Dif.         | Pts.         | Rend.        | Goleador               |
| --------- | ------------- | ------------ | ------------ | ------------ | ------------ | ------------ | ------------ | ------------ | ------------ | ------------ | ------------ | ---------------------- |
| 1991-1993 | No participó  | No participó | No participó | No participó | No participó | No participó | No participó | No participó | No participó | No participó | No participó | No participó           |
| 1996      | Subcampeón    | 2.º          | 4            | 3            | 0            | 1            | 10           | 3            | 7            | 9            | 75 %         | Caio: 3                |
| 1998      | Tercer puesto | 3.º          | 5            | 2            | 2            | 1            | 6            | 2            | 4            | 8            | 53.3 %       | Romário: 3             |
| 2000      | No participó  | No participó | No participó | No participó | No participó | No participó | No participó | No participó | No participó | No participó | No participó | No participó           |
| 2002      | No participó  | No participó | No participó | No participó | No participó | No participó | No participó | No participó | No participó | No participó | No participó | No participó           |
| 2003      | Subcampeón    | 2.º          | 5            | 3            | 0            | 2            | 6            | 4            | 2            | 9            | 60 %         | Kaká: 3                |
| Total     | 3/5           | 8.º          | 14           | 8            | 2            | 4            | 22           | 9            | 13           | 26           | 62 %         | Caio, Romário, Kaká: 3 |

### Finales disputadas
La presente lista incluye solo partidos finales jugados por torneos mundiales, intercontinentales, y continentales oficiales a nivel de Selecciones absolutas. Se excluyen los torneos en donde no se disputó una final, como el caso de la mayoría de los Campeonatos Sudamericanos o Campeonatos Panamericanos de Fútbol, y el Mundial de 1950 los cuales se jugaban bajo el sistema de liguilla de enfrentamientos de todos contra todos en una o dos ruedas. Este sistema cambió en 1975, y a partir de esa edición de la Copa América hasta la de 1987 se jugó una final para definir al campeón de la misma. En 1989 y 1991 se jugó a partir de grupos, y los dos primeros clasificados de cada grupo jugaron una liguilla final todos contra todos para decidir al campeón, pero sin la disputa de un partido final. A partir de la edición de 1993 el sistema volvió a cambiar, y los clasificados de cada grupo juegan cuartos de final, semifinales y un partido final para definir al campeón del continente.
Sí se tienen en cuenta los partidos desempates de Campeonatos Sudamericanos, en donde se debió definir al campeón en una final. (1919, 1922, 1937, 1949, 1953)
Se excluyen las finales olímpicas, excepto las disputadas por selecciones absolutas (desde la primera olimpíada hasta la edición de 1948 inclusive).
| Año  | Torneo          | Resultado                                  |
| ---- | --------------- | ------------------------------------------ |
| 1919 | Sudamericano    | Brasil 1 - 0 Uruguay                       |
| 1922 | Sudamericano    | Brasil 3 - 0 Paraguay                      |
| 1937 | Sudamericano    | Argentina 2 - 0 Brasil                     |
| 1949 | Sudamericano    | Brasil 7 - 0 Paraguay                      |
| 1953 | Sudamericano    | Paraguay 3 - 2 Brasil                      |
| 1958 | Mundial         | Suecia 2 - 5 Brasil                        |
| 1962 | Mundial         | Brasil 3 - 1 Checoslovaquia                |
| 1970 | Mundial         | Brasil 4 - 1 Italia                        |
| 1983 | Copa América    | Uruguay 2 - 0 Brasil; Brasil 1 - 1 Uruguay |
| 1994 | Mundial         | Brasil 0 (3) - 0 (2) Italia                |
| 1995 | Copa América    | Uruguay 1 (5) - 1 (3) Brasil               |
| 1996 | Copa Oro        | México 2 - 0 Brasil                        |
| 1997 | Copa América    | Bolivia 1 - 3 Brasil                       |
| 1997 | Confederaciones | Australia 0 - 6 Brasil                     |
| 1998 | Mundial         | Francia 3 - 0 Brasil                       |
| 1999 | Copa América    | Uruguay 0 - 3 Brasil                       |
| 1999 | Confederaciones | México 4 - 3 Brasil                        |
| 2002 | Mundial         | Alemania 0 - 2 Brasil                      |
| 2003 | Copa Oro        | México 1 - 0 Brasil                        |
| 2004 | Copa América    | Brasil 2 (4) - 2 (2) Argentina             |
| 2005 | Confederaciones | Brasil 4 - 1 Argentina                     |
| 2007 | Copa América    | Brasil 3 - 0 Argentina                     |
| 2009 | Confederaciones | Estados Unidos 2 - 3 Brasil                |
| 2013 | Confederaciones | Brasil 3 - 0 España                        |
| 2019 | Copa América    | Brasil 3 - 1 Perú                          |
| 2021 | Copa América    | Brasil 0 - 1 Argentina                     |

- Brasil participó en 26 finales directas en torneos oficiales, ganando 17 y perdiendo 9: (17-9).

## Palmarés

### Títulos
| Copa Mundial de Fútbol*            | 5 (1958, 1962, 1970, 1994 y 2002)                         | 2 (1950 y 1998)                                                                | 2 (1938 y 1978)                                  |                    |                    |
| Copa FIFA Confederaciones*         | 4 (1997, 2005, 2009 y 2013)                               | 1 (1999)                                                                       | –                                                |                    |                    |
| Copa América                       | 9 (1919, 1922, 1949, 1989, 1997, 1999, 2004, 2007 y 2019) | 12 (1921, 1925, 1937, 1945, 1946, 1953, 1957, 1959-I, 1983, 1991, 1995 y 2021) | 7 (1916, 1917, 1920, 1942, 1959-II, 1975 y 1979) |                    |                    |
| Campeonato Panamericano de Fútbol* | 2 (1952 y 1956)                                           | 1 (1960)                                                                       | –                                                |                    |                    |
| Copa Oro de la Concacaf            | –                                                         | 2 (1996 y 2003)                                                                | 1 (1998)                                         |                    |                    |
| Total                              | 20 títulos                                                | Selección Absoluta                                                             | Selección Absoluta                               | Selección Absoluta | Selección Absoluta |

* Es la selección que más títulos posee en esta competición.

### Cronología de los títulos
| Sede                | Torneo                    | Año  | N.º  |
| ------------------- | ------------------------- | ---- | ---- |
| Brasil              | Copa América              | 1919 | 1.º  |
| Brasil              | Copa América              | 1922 | 2.º  |
| Brasil              | Copa América              | 1949 | 3.º  |
| Chile               | Campeonato Panamericano   | 1952 | 4.º  |
| México              | Campeonato Panamericano   | 1956 | 5.º  |
| Suecia              | Copa Mundial FIFA         | 1958 | 6.º  |
| Chile               | Copa Mundial FIFA         | 1962 | 7.º  |
| México              | Copa Mundial FIFA         | 1970 | 8.º  |
| Brasil              | Copa América              | 1989 | 9.º  |
| Estados Unidos      | Copa Mundial FIFA         | 1994 | 10.º |
| Bolivia             | Copa América              | 1997 | 11.º |
| Arabia Saudita      | Copa FIFA Confederaciones | 1997 | 12.º |
| Paraguay            | Copa América              | 1999 | 13.º |
| Corea del Sur-Japón | Copa Mundial FIFA         | 2002 | 14.º |
| Perú                | Copa América              | 2004 | 15.º |
| Alemania            | Copa FIFA Confederaciones | 2005 | 16.º |
| Venezuela           | Copa América              | 2007 | 17.º |
| Sudáfrica           | Copa FIFA Confederaciones | 2009 | 18.º |
| Brasil              | Copa FIFA Confederaciones | 2013 | 19.º |
| Brasil              | Copa América              | 2019 | 20.º |

### Torneos amistosos/no oficiales
- Copa Roca (8): 1914, 1922, 1945, 1957, 1960, 1963, 1971, 1976
- Copa Oswaldo Cruz (8): 1950, 1955, 1956, 1958, 1961, 1962, 1968, 1976[97]
- Copa Rio Branco (7): 1931, 1932, 1947, 1950, 1967, 1968, 1976[98]
- Copa Bernardo O'Higgins (4): 1955, 1959, 1961, 1966[99]
- Superclásico de las Américas (4): 2011, 2012, 2014, 2018
- Copa del Atlántico (3): 1957, 1960, 1976
- Copa Rodrígues Alves (2): 1922, 1923[100]
- Copa Confraternidad (1): 1923
- Copa Independencia del Brasil (1): 1972[101]
- Copa Bicentenario de EE. UU. (1): 1976
- Copa Rous (1): 1987
- Torneo Bicentenario de Australia (1): 1988
- Los Ángeles Nations Cup (1): 1988[102]
- Copa Amistad (1): 1992[103]
- Copa Centenario de la AFA (1): 1993[104]
- Copa Mercosur (1): 1995[105]
- Copa 50º Aniversario de Clarín (1): 1995
- Umbro Cup (1): 1995[106]
- Mandela Challenge Cup (1): 1996[107]
- Lunar New Year Cup (1): 2005

### Premios y distinciones
| Distinción                                  | Año  |
| ------------------------------------------- | ---- |
| Premio Fair Play de la FIFA                 | 1982 |
| Premio Fair Play de la FIFA                 | 1986 |
| Premio al equipo del año por la FIFA        | 1993 |
| Premio al equipo del año por la FIFA        | 1994 |
| Premio Fair Play de la FIFA                 | 1994 |
| Premio al equipo más atractivo por la FIFA  | 1994 |
| Premio al equipo del año por la FIFA        | 1995 |
| Premio al equipo del año por la FIFA        | 1996 |
| Premio al equipo del año por la FIFA        | 1997 |
| Premio al equipo del año por la FIFA        | 1998 |
| Premio al equipo del año por la FIFA        | 1999 |
| Premio al equipo del año por la FIFA        | 2002 |
| Premio Príncipe de Asturias de los Deportes | 2002 |
| Premio al equipo del año por la FIFA        | 2003 |
| Premio al equipo del año por la FIFA        | 2004 |
| Premio al equipo del año por la FIFA        | 2005 |
| Premio Fair Play de la FIFA                 | 2006 |
| Premio al equipo del año por la FIFA        | 2006 |

### Selecciones de base

#### Palmarés juveniles

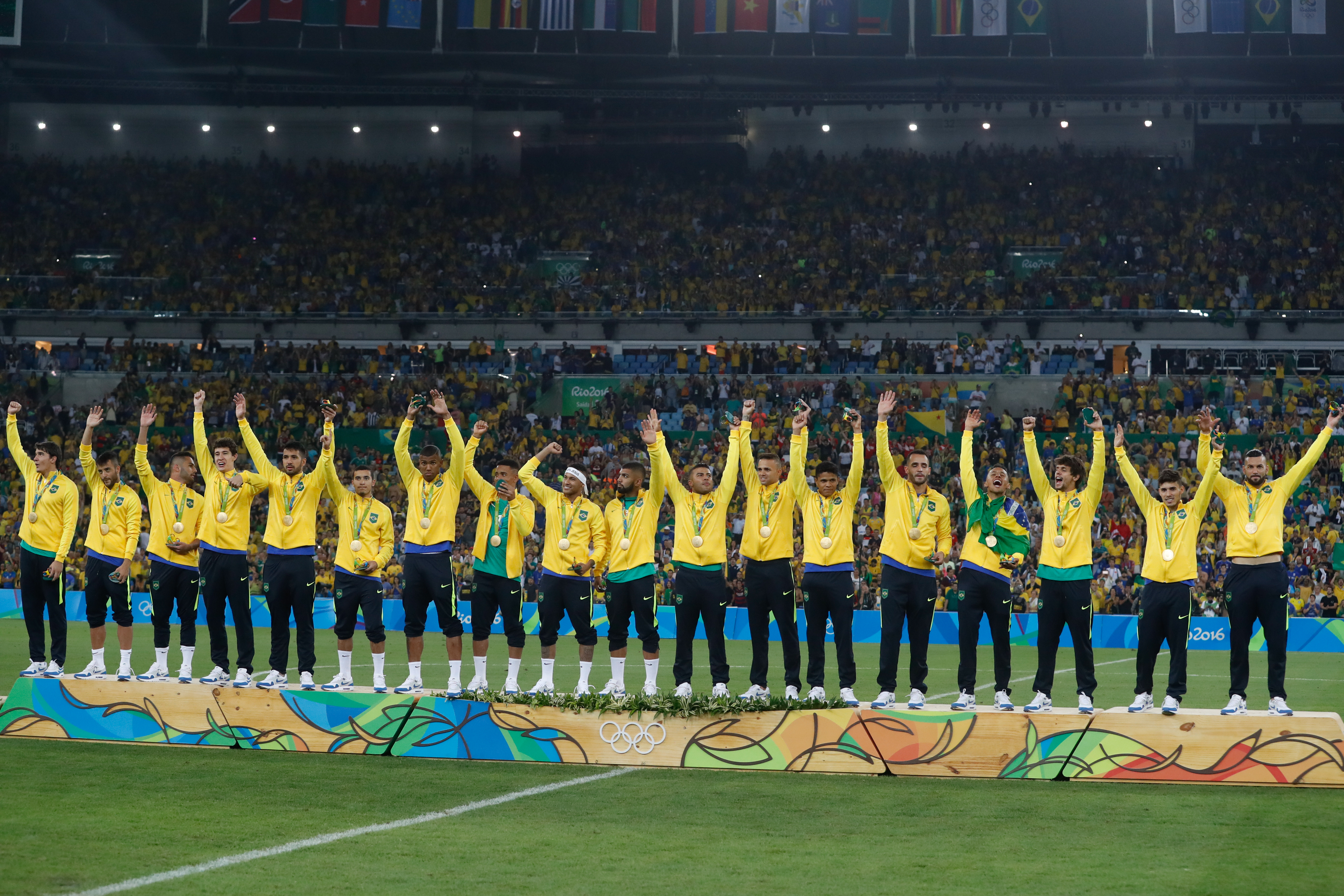
Juegos Olímpicos de Río de Janeiro 2016: campeones olímpicos

| Competición                     | Títulos | Período                                                                             |
| ------------------------------- | ------- | ----------------------------------------------------------------------------------- |
| Juegos Olímpicos                | 2       | 2016, 2020                                                                          |
| Preolímpico Sudamericano Sub-23 | 7       | 1968, 1972, 1976, 1984, 1988, 1996 y 2000                                           |
| Juegos Panamericanos            | 5       | 1963, 1975, 1979, 1987 y 2023                                                       |
| Mundial Sub-20                  | 5       | 1983, 1985, 1993, 2003 y 2011                                                       |
| Sudamericano Sub-20             | 13      | 1974, 1983, 1985, 1988, 1991, 1992, 1995, 2001, 2007, 2009, 2011, 2023 y 2025       |
| Mundial Sub-17                  | 4       | 1997, 1999, 2003 y 2019                                                             |
| Sudamericano Sub-17             | 14      | 1988, 1991, 1995, 1997, 1999, 2001, 2005, 2007, 2009, 2011, 2015, 2017, 2023 y 2025 |
| Sudamericano Sub-15             | 5       | 2005, 2007, 2011, 2015 y 2019                                                       |

## Clasificación FIFA
Existen diversos ránquines que clasifican a las selecciones nacionales de acuerdo a distintos criterios; sin embargo, la oficial es la Clasificación mundial de la FIFA.
| Año                             | enero                  | febrero                | marzo                  | abril                  | mayo                   | junio                  | julio                  | agosto     | septiembre | octubre     | noviembre   | diciembre   |
| ------------------------------- | ---------------------- | ---------------------- | ---------------------- | ---------------------- | ---------------------- | ---------------------- | ---------------------- | ---------- | ---------- | ----------- | ----------- | ----------- |
| 1993                            | Sin clasificación FIFA | Sin clasificación FIFA | Sin clasificación FIFA | Sin clasificación FIFA | Sin clasificación FIFA | Sin clasificación FIFA | Sin clasificación FIFA | 8.º (55)   | 1.º (59)   | 1.º (58)    | 4.º (58)    | 3.º (58)    |
| 1994                            | —                      | 2.º (58)               | 2.º (58)               | 1.º (58)               | 1.º (58)               | 3.º (58)               | 1.º (65)               | —          | 1.º (66)   | 1.º (66)    | 1.º (66)    | 1.º (67)    |
| 1995                            | —                      | 1.º (66)               | —                      | 1.º (66)               | 1.º (66)               | 1.º (67)               | 1.º (68)               | 1.º (68)   | 1.º (66)   | 1.º (68)    | 1.º (68)    | 1.º (68)    |
| 1996                            | 1.º (69)               | 1.º (69)               | —                      | 1.º (68)               | 1.º (69)               | —                      | 1.º (69)               | 1.º (68)   | 1.º (67)   | 1.º (68)    | 1.º (68)    | 1.º (68)    |
| 1997                            | —                      | 1.º (64)               | —                      | 1.º (65)               | 1.º (66)               | 1.º (65)               | 1.º (71)               | 1.º (71)   | 1.º (72)   | 1.º (72)    | 1.º (72)    | 1.º (73)    |
| 1998                            | —                      | 1.º (72)               | 1.º (72)               | 1.º (72)               | 1.º (71)               | —                      | 1º (73)                | 1.º (73)   | 1.º (73)   | 1.º (73)    | 1.º (73)    | 1.º (73)    |
| 1999                            | 1.º (829)              | 1.º (827)              | 1.º (824)              | 1.º (817)              | 1.º (817)              | 1.º (808)              | 1.º (835)              | 1.º (842)  | 1.º (838)  | 1.º (839)   | 1.º (838)   | 1.º (839)   |
| 2000                            | 1.º (839)              | 1.º (836)              | 1.º (834)              | 1.º (833)              | 1.º (830)              | 1.º (828)              | 1.º (825)              | 1.º (819)  | 1.º (818)  | 1.º (822)   | 1.º (818)   | 1.º (821)   |
| 2001                            | 1.º (821)              | 1.º (818)              | 1.º (814)              | 1.º (807)              | 2.º (794)              | 2.º (796)              | 2.º (795)              | 2.º (808)  | 2.º (799)  | 2.º (799)   | 3.º (797)   | 3.º (793)   |
| 2002                            | 3.º (793)              | 3.º (791)              | 3.º (788)              | 2.º (787)              | 2.º (784)              | —                      | 1.º (852)              | 1.º (859)  | 1.º (858)  | 1.º (855)   | 1.º (857)   | 1.º (856)   |
| 2003                            | 1.º (856)              | 1.º (852)              | 1.º (853)              | 1.º (849)              | 1.º (843)              | 1.º (834)              | 1.º (848)              | 1.º (846)  | 1.º (855)  | 1.º (854)   | 1.º (852)   | 1.º (848)   |
| 2004                            | 1.º (848)              | 1.º (846)              | 1.º (842)              | 1.º (840)              | 1.º (838)              | 1.º (842)              | 1.º (835)              | 1.º (849)  | 1.º (848)  | 1.º (845)   | 1.º (847)   | 1.º (843)   |
| 2005                            | 1.º (842)              | 1.º (840)              | 1.º (836)              | 1.º (834)              | 1.º (831)              | 1.º (829)              | 1.º (846)              | 1.º (837)  | 1.º (839)  | 1.º (840)   | 1.º (841)   | 1.º (840)   |
| 2006                            | 1.º (839)              | 1.º (837)              | 1.º (835)              | 1.º (830)              | 1.º (827)              | —                      | 1.º (1630)             | 1.º (1649) | 1.º (1574) | 1.º (1560)  | 1.º (1558)  | 1.º (1558)  |
| 2007                            | 1.º (1558)             | 2.º (1540)             | 3.º (1557)             | 3.º (1520)             | 2.º (1538)             | 3.º (1484)             | 1.º (1550)             | 1.º (1508) | 3.º (1444) | 2.º (1459)  | 2.º (1502)  | 2.º (1502)  |
| 2008                            | 2.º (1502)             | 2.º (1502)             | 2.º (1514)             | 2.º (1509)             | 2.º (1518)             | 2.º (1513)             | 4.º (1344)             | 6.º (1242) | 6.º (1252) | 4.º (1280)  | 5.º (1286)  | 5.º (1246)  |
| 2009                            | 5.º (1246)             | 5.º (1248)             | 5.º (1260)             | 4.º (1275)             | 4.º (1281)             | 5.º (1288)             | 1.º (1672)             | 1.º (1642) | 1.º (1604) | 1.º (1632)  | 2.º (1592)  | 2.º (1568)  |
| 2010                            | 2.º (1568)             | 2.º (1594)             | 2.º (1589)             | 1.º (1611)             | 1.º (1611)             | —                      | 3.º (1536)             | 3.º (1524) | 4.º (1480) | 3.º (1493)  | 3.º (1493)  | 4.º (1447)  |
| 2011                            | 4.º (1447)             | 4.º (1447)             | 4.º (1412)             | 3.º (1426)             | 3.º (1426)             | 5.º (1131)             | 4.º (1202)             | 6.º (1156) | 7.º (1132) | 5.º (1144)  | 6.º (1143)  | 6.º (1143)  |
| 2012                            | 6.º (1143)             | 7.º (1152)             | 5.º (1157)             | 6.º (1165)             | 6.º (1165)             | 5.º (1155)             | 11.º (1012)            | 13.º (991) | 12.º (996) | 14.º (1001) | 13.º (994)  | 18.º (946)  |
| 2013                            | 18.º (946)             | 18.º (924)             | 18.º (908)             | 19.º (909)             | 19.º (902)             | 22º (872)              | 9.º (1095)             | 9.º (1089) | 8.º (1067) | 11.º (1078) | 10.º (1102) | 10.º (1102) |
| 2014                            | 10.º (1102)            | 9.º (1125)             | 9.º (1104)             | 6.º (1174)             | 4.º (1210)             | 3.º (1242)             | 7.º (1241)             | 7.º (1241) | 6.º (1291) | 6.º (1307)  | 6.º (1316)  | 6.º (1316)  |
| 2015                            | 6.º (1316)             | 6.º (1333)             | 6.º (1348)             | 5.º (1354)             | 5.º (1372)             | 5.º (1392)             | 6.º (1186)             | 5.º (1186) | 5° (1209)  | 7° (1204)   | 8° (1208)   | 6° (1251)   |
| 2016                            | 6° (1251)              | 6° (1251)              | 6° (1254)              | 7.º (1251)             | 7.º (1261)             | 7.º (1257)             | 9.º (1156)             | 9.º (1156) | 4.º (1323) | 3.º (1410)  | 2.º (1465)  | 2.º (1544)  |
| 2017                            | 2.º (1544)             | 2.º (1529)             | 2.º (1534)             | 1.º (1661)             | 1.º (1672)             | 1.º (1715)             | 2.º (1715)             | 1.º (1604) | 2.º (1590) | 2.º (1619)  | 2.º (1483)  | 2.º (1483)  |
| 2018                            | 2.º (1483)             | 2.º (1484)             | 2.º (1489)             | 2.º (1384)             | 2.º (1384)             | 2.º (1431)             | —                      | 3.º (1657) | 3.º (1663) | 3.º (1669)  | 3.º (1676)  | 3.º (1676)  |
| 2019                            | —                      | 3.º (1676)             | —                      | 3.º (1676)             | —                      | 3.º (1681)             | 2.º (1726)             | —          | 3.º (1719) | 3.º (1715)  | 3.º (1712)  | 3.º (1712)  |
| 2020                            | —                      | 3.º (1712)             | —                      | 3.º (1712)             | —                      | 3.º (1712)             | 3.º (1712)             | —          | 3.º (1712) | 3.º (1725)  | 3.º (1743)  | 3.º (1743)  |
| 2021                            | —                      | 3.º (1743)             | —                      | 3.º (1742)             | 3.º (1742)             | —                      | —                      | 2.º (1797) | 2.º (1811) | 2.º (1820)  | 2.º (1826)  | 2.º (1826)  |
| 2022                            | —                      | 2.º (1823)             | 1.º (1832)             | —                      | —                      | 1.º (1837)             | —                      | 1.º (1837) | —          | 1.º (1841)  | —           | 1.º (1840)  |
| 2023                            | —                      | —                      | —                      | 3.º (1834)             | —                      | 3.º (1828)             | 3.º (1828)             | —          | 3.º (1838) | 3.º (1812)  | —           | —           |
| Posición promedio: 3.ª posición |                        |                        |                        |                        |                        |                        |                        |            |            |             |             |             |

- Clasificación de la FIFA más alta: 1.º (septiembre de 1993).
- Clasificación de la FIFA más baja: 22.º (junio de 2013).
- Mejor progresión de la historia: +13 (julio de 2013).
- Peor progresión de la historia: -6 (julio de 2012).
- Fuente: Ficha de Brasil en FIFA Archivado el 17 de noviembre de 2016 en Wayback Machine. y Estadísticas FIFA Archivado el 18 de octubre de 2014 en Wayback Machine.
- Colores: Dorado = (1.º puesto); Plateado = (2.º puesto); Bronce = (3.º puesto); Azul = (Top 10); Rosado = (Peor posición).